# Ратуша
Ра́туша (від пол. ratusz < нім. Rathaus; з Rat — «рада» + Haus — «будинок») — орган міського самоврядування у низці європейських країн, а також будівля, де відбувалися його засідання.

## Суспільна інституція
З XII ст. — після надання Гайнріхом «Левом» місту Любеку у 1160 прав та привілеїв «вільного міста» (нім. Freie Stadt; див. «Любецьке право», Lübisches Recht) ратуша — орган міського самоврядування в Західній і Центральній Європі. Після надання в XV ст. містам магдебурзького права (нім. Magdeburger Recht) ратуші перетворені на магістрати.

## Ратуша в Україні
В Україні XIV—XVIII ст. — назва органу міського самоврядування в містах, які не мали магдебурзького права. Такі міста називалися ратушними — на відміну від магістратських, що мали магдебургію, значно ширші адміністративно-судові та господарчі права й краще розбудований апарат самоуправи.
Ратуші будувалися в містах, що не мали магдебурзького права, ще такі міста називали ратушними. Після отримання подібних привілеїв ратуші перетворювалися в магістрати. Але пізніше ці поняття спростилися, і зараз ратушами називають будівлі з вежею, де розміщується міська рада.
Ратушні міста зазвичай мали тільки війта й 1—2 бурмістрів, які фактично залежали від місцевої державної (старостинської) (на Гетьманщині — від козацької) адміністрації або від дідичів. Як органи місцевого самоврядування ратуші зберігалися в містах Лівобережної України до 1785 р., коли були замінені міськими думами.

## Споруда
Ратуша — споруда, в якій перебувала міська влада. Вона зазвичай чотирикутна в плані та з вежею, що інколи стоїть окремо. Як правило, була одним із найважливіших громадських (зазвичай пишно збудованих і оздоблених) будинків міста (наприклад, у Вільнюсі).
В українських містах перші ратуші з'явилися у XIV ст. в основному в західній частині України (наприклад, у Дрогобичі, Львові). У містах Лівобережжя та Центральної України термін «ратуша» практично не використовувався. Варто відзначити, що під впливом різних подій більшість ратуш зазнали змін, багато з них набули нового вигляду. Тим не менш, вони є неодмінною частиною історичного і туристичного багатства країни.
Найстаріші ратуші збереглися у Самборі (1668), Бучачі (1751, арх. Бернард Меретин, ск. Йоган Пінзель)), Кам'янці-Подільському (XIV—XVI ст.).
З ратуш, побудованих у XIX ст., найгарніші — у Львові, Снятині, Чернівцях.
Найвища в Україні ратушна вежа — львівська, висота якої — 65 метрів.

## Галерея

### Деякі ратуші України

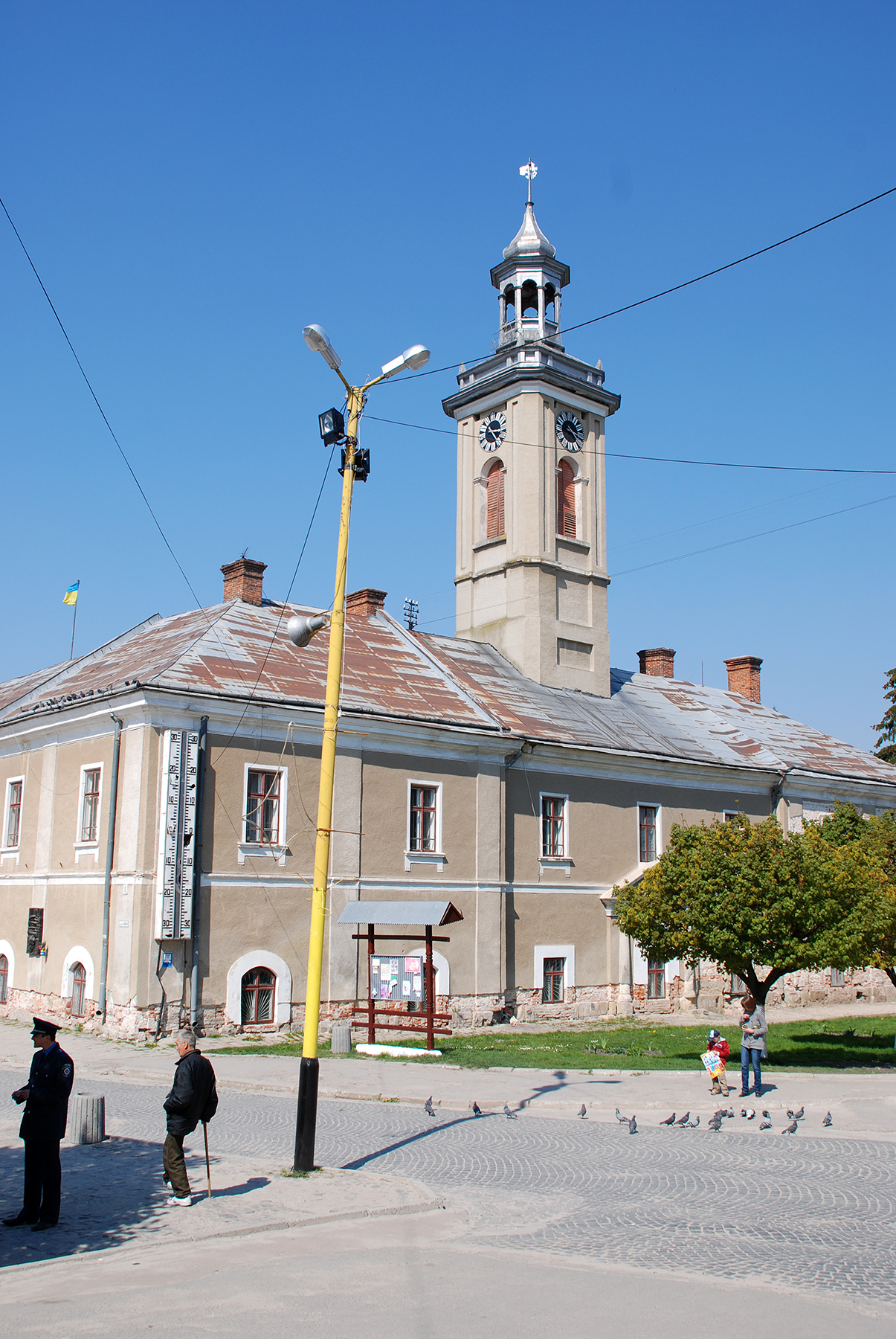
Бережанська ратуша
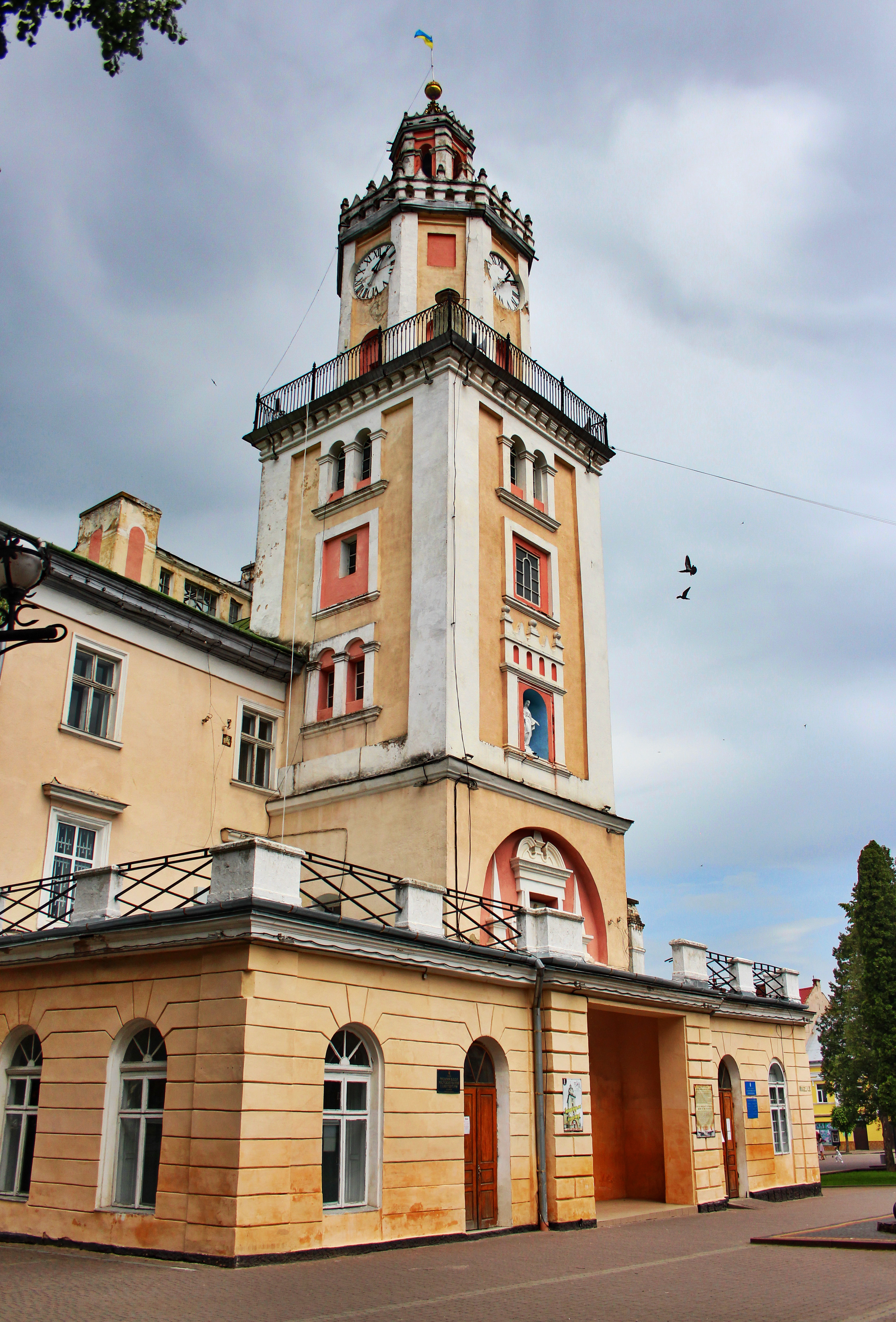
Самбірська ратуша
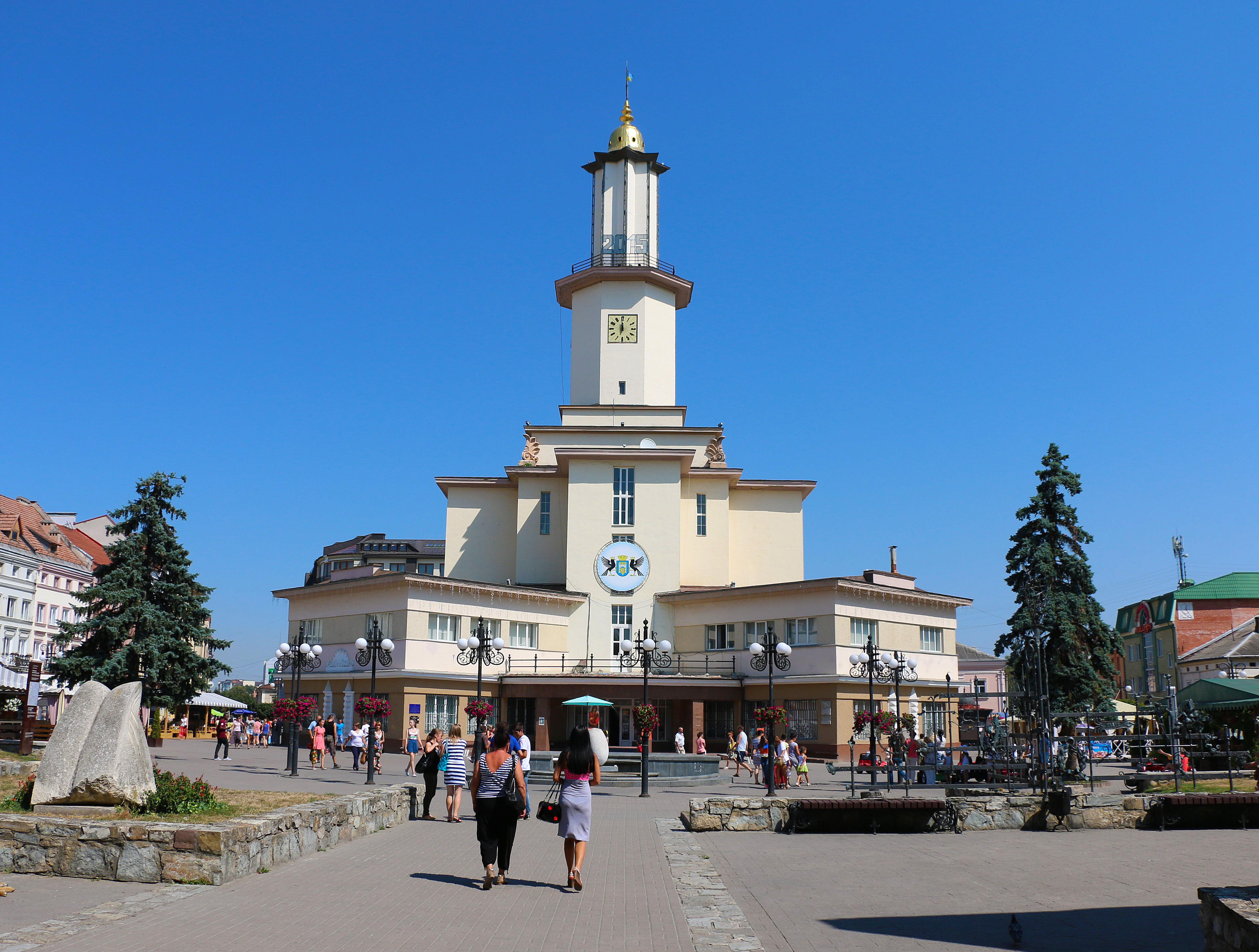
Івано-Франківська ратуша
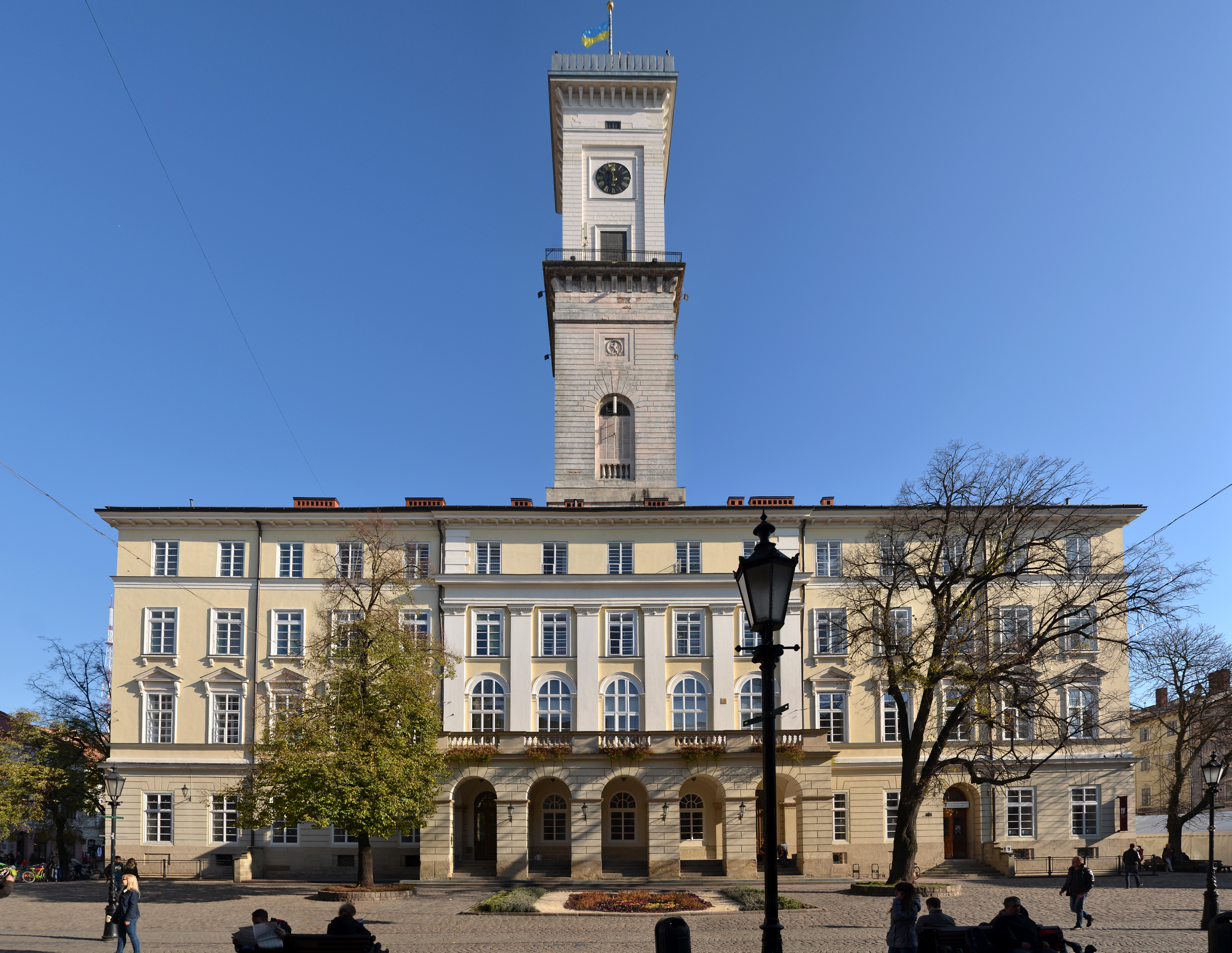
Львівська ратуша
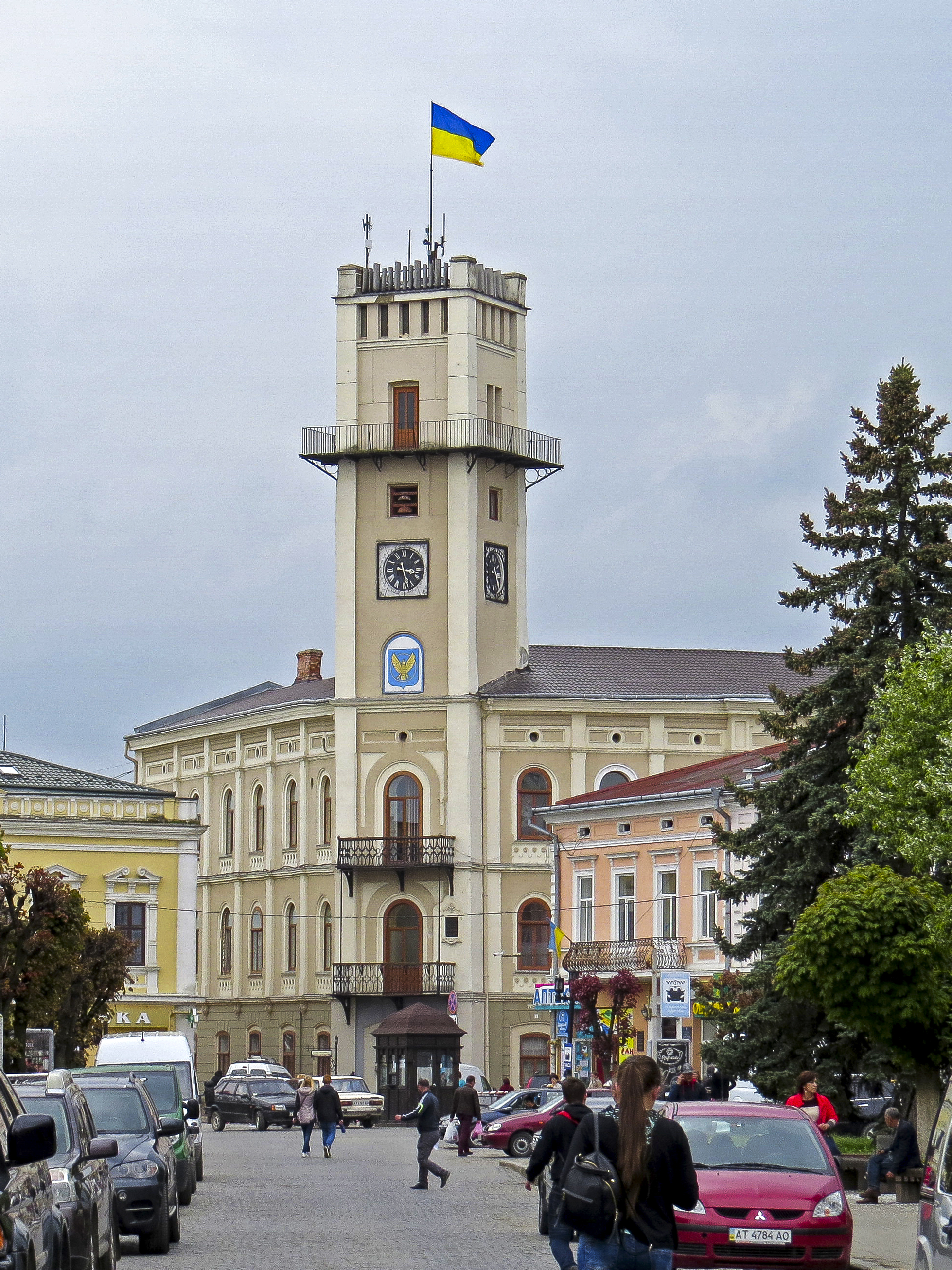
Коломийська ратуша
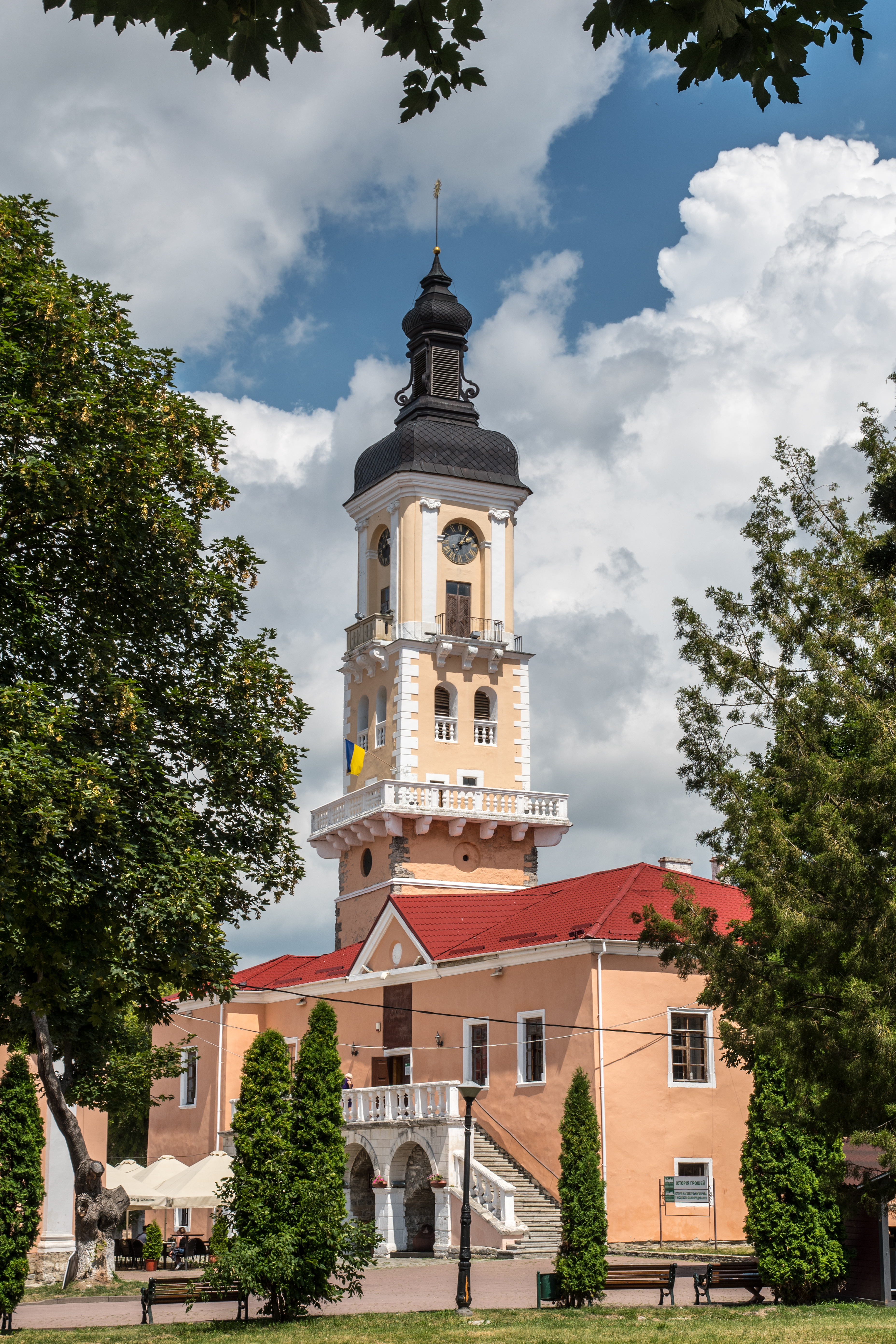
Будинок польського магістрату, Кам'янець-Подільський
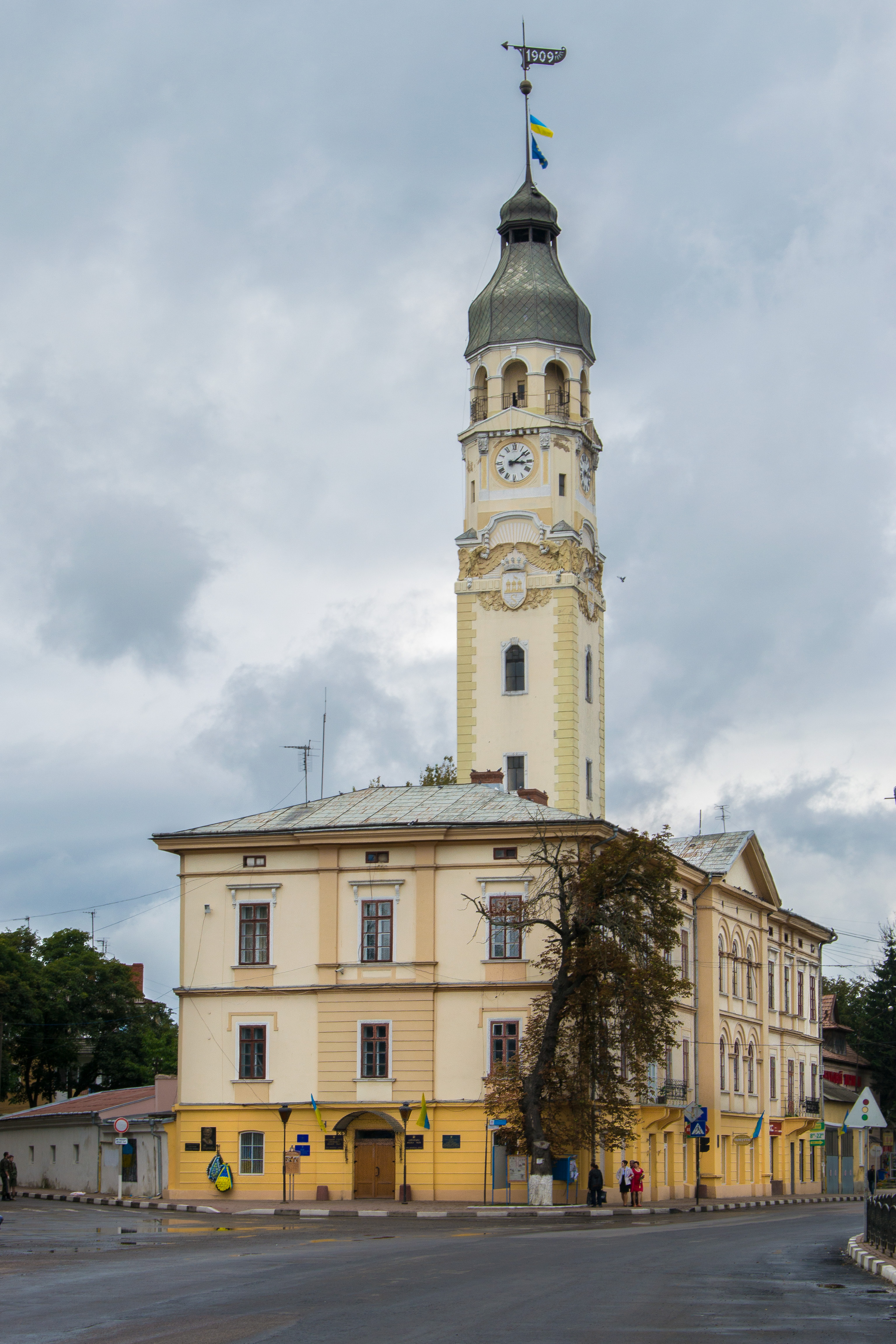
Снятинська ратуша
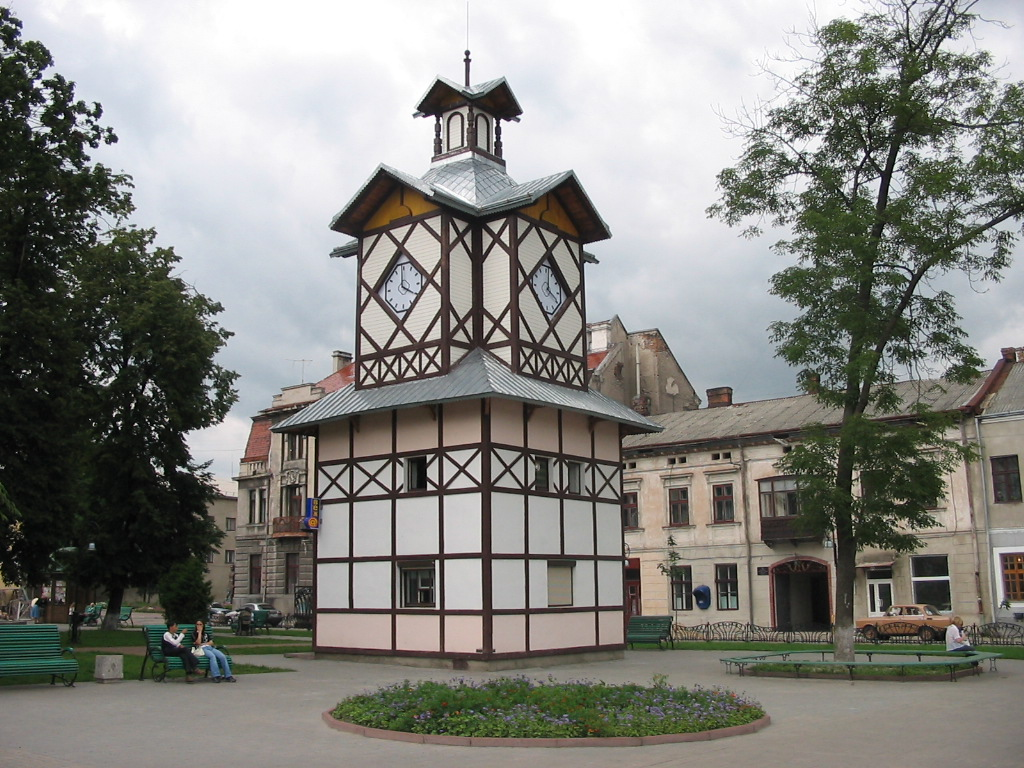
Бродівська ратуша
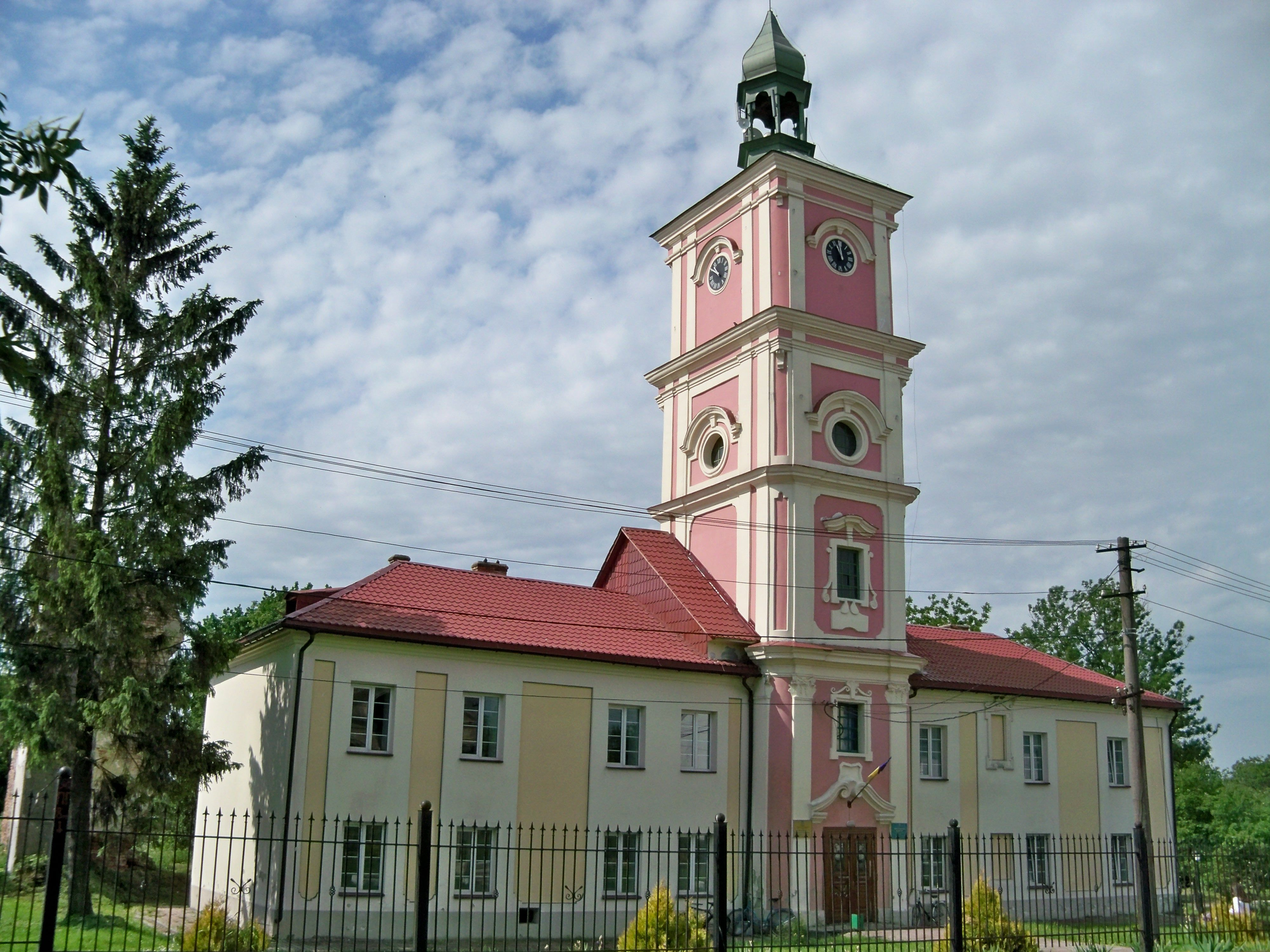
Белзька ратуша
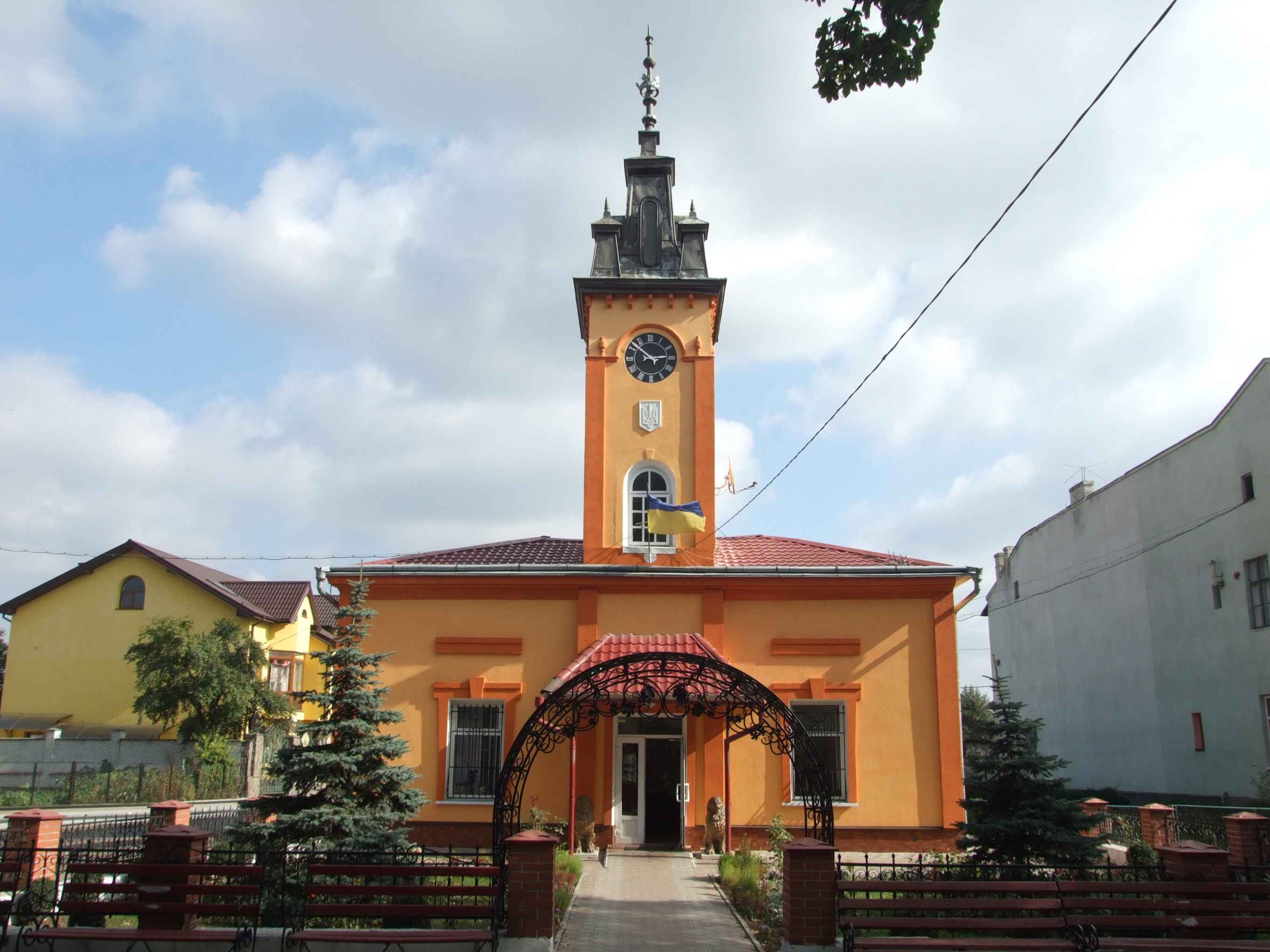
Болехівська ратуша
Буська ратуша
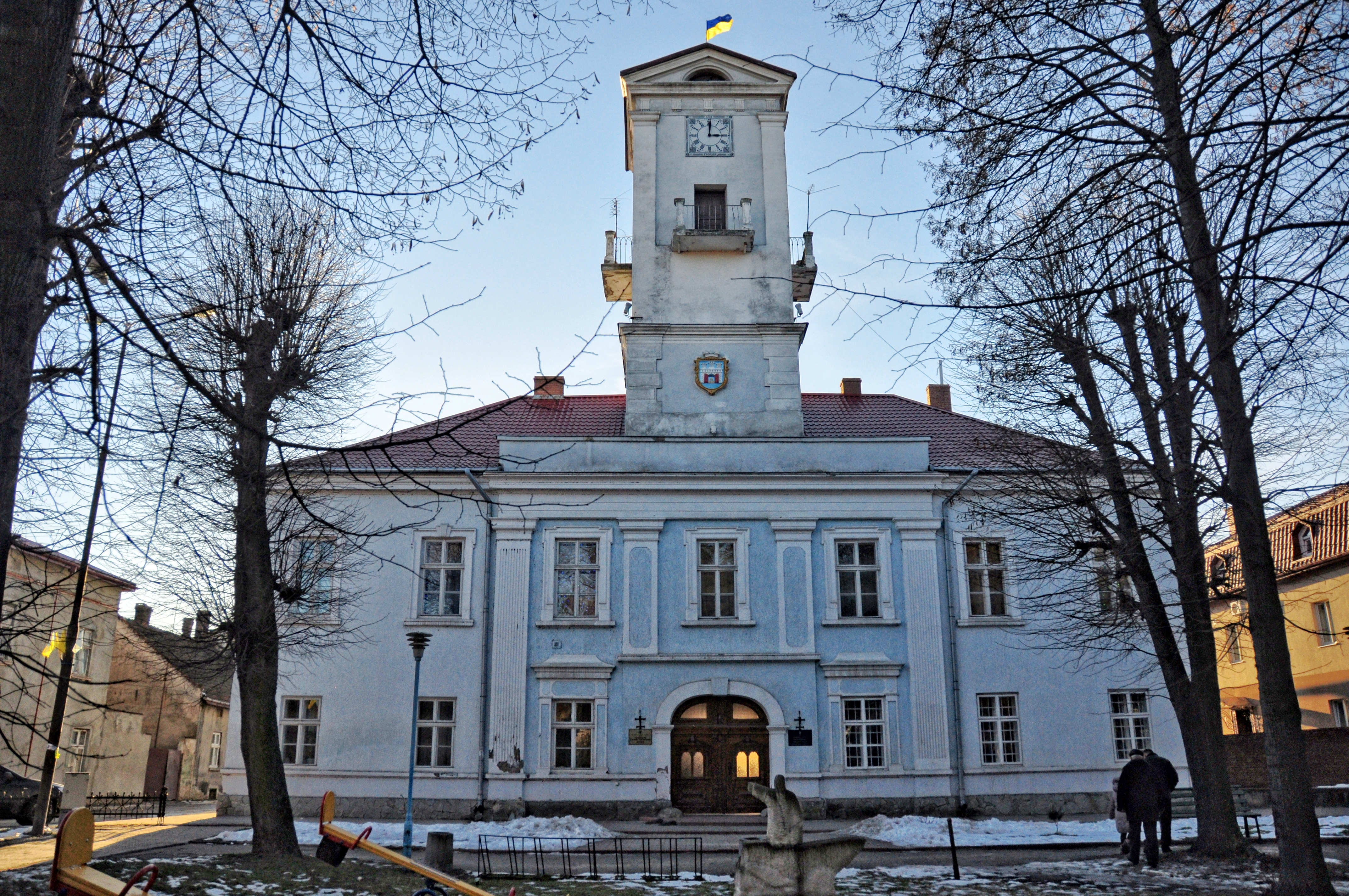
Городоцька ратуша
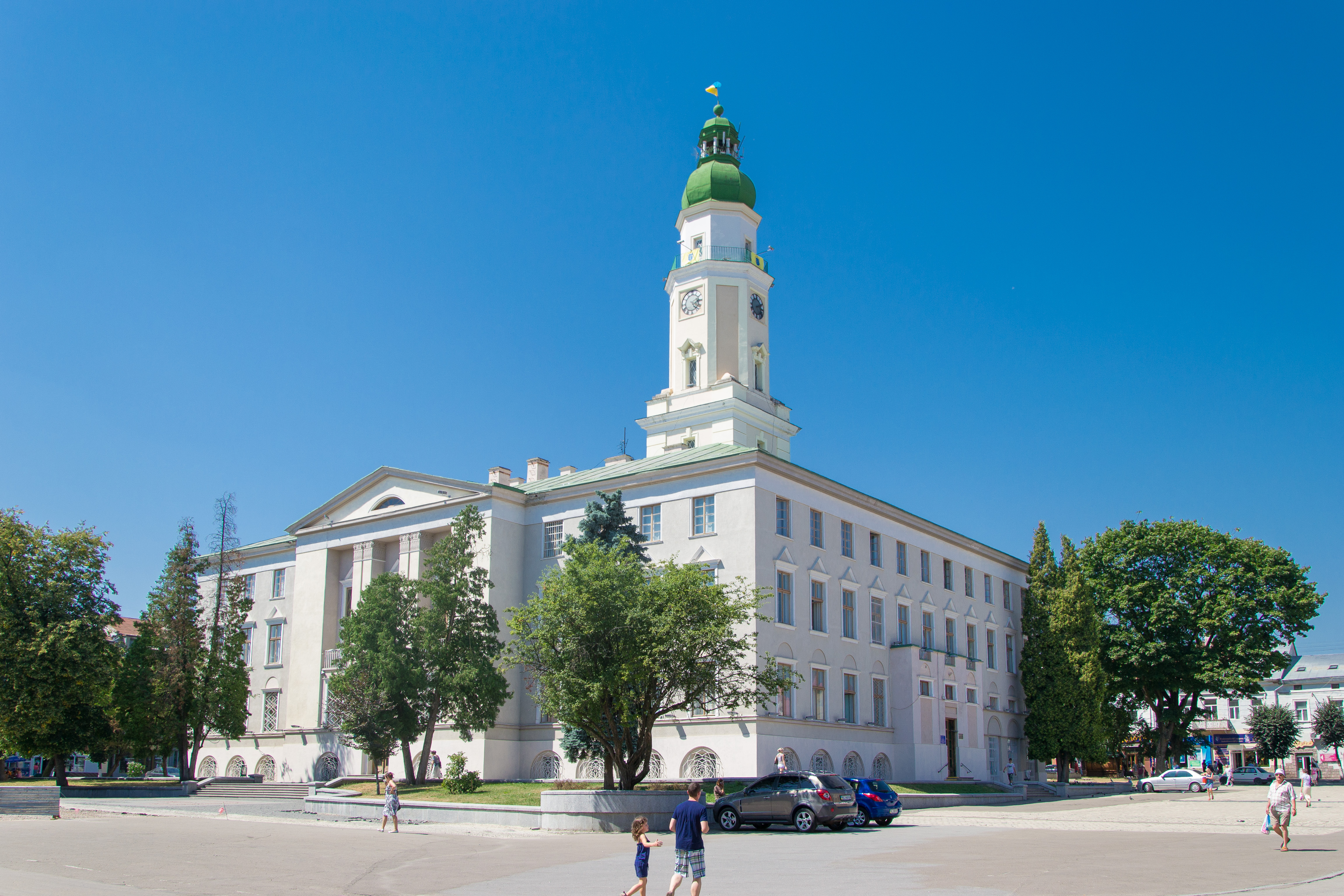
Дрогобицька ратуша
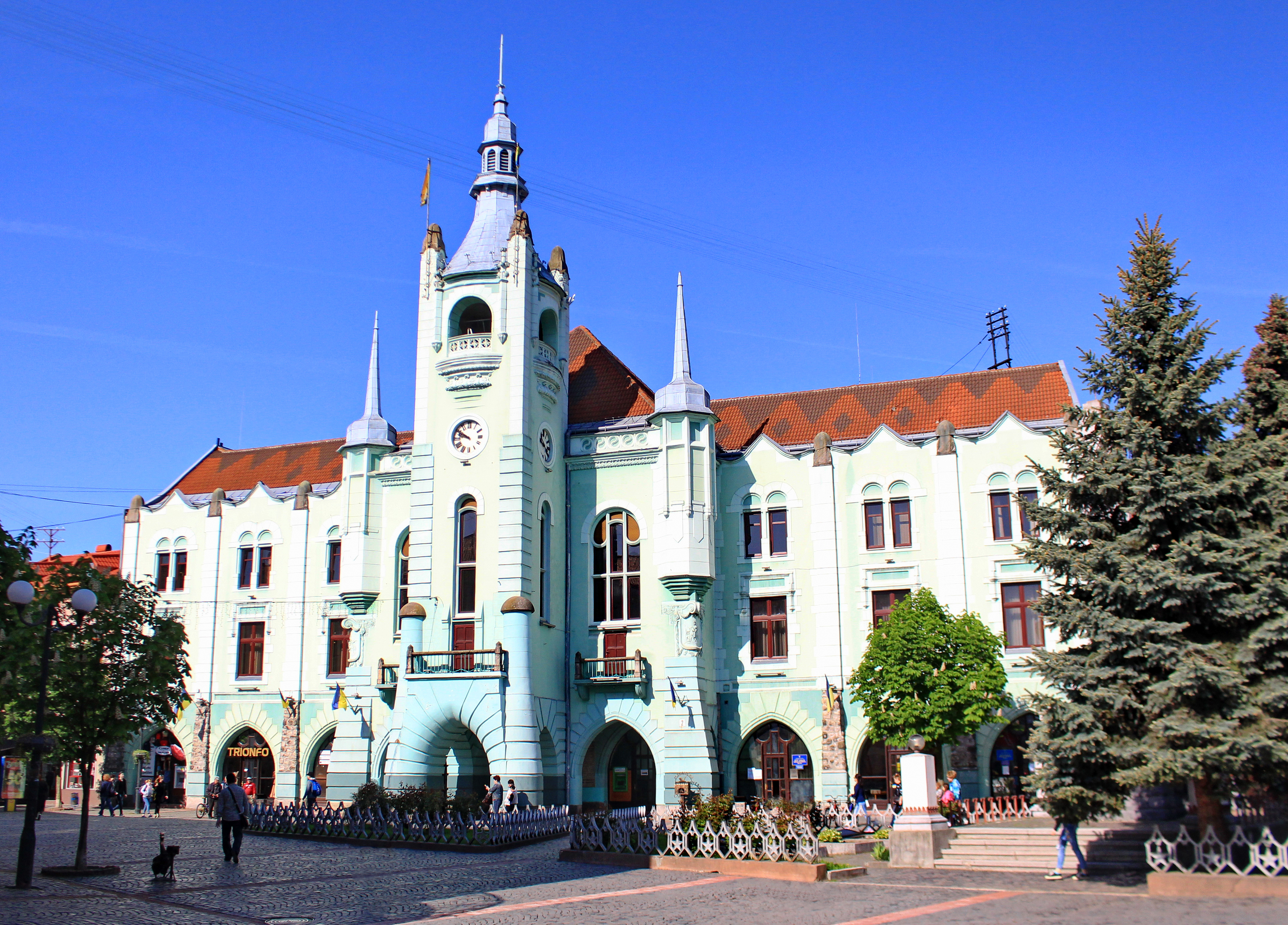
Мукачівська ратуша
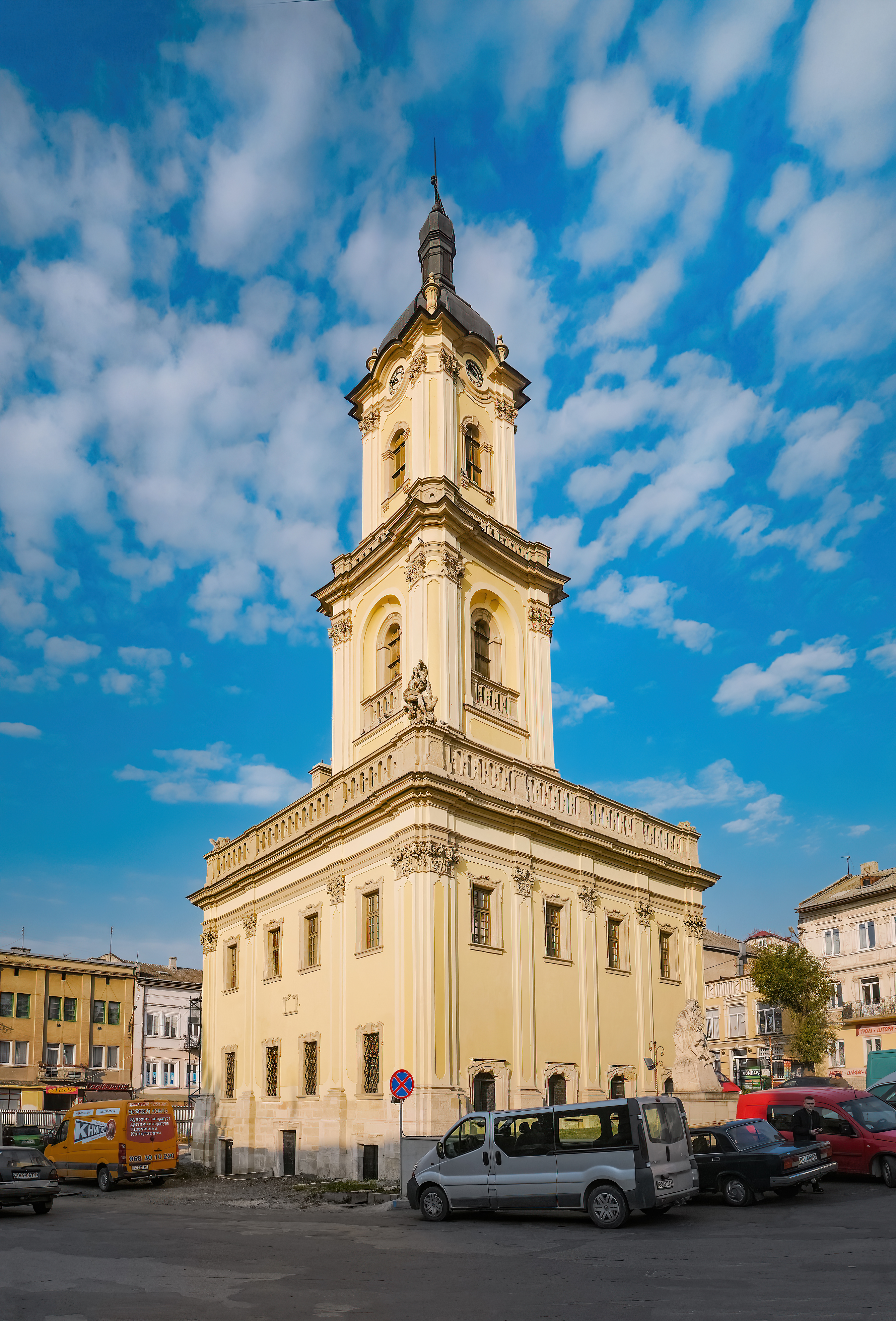
Бучацька ратуша
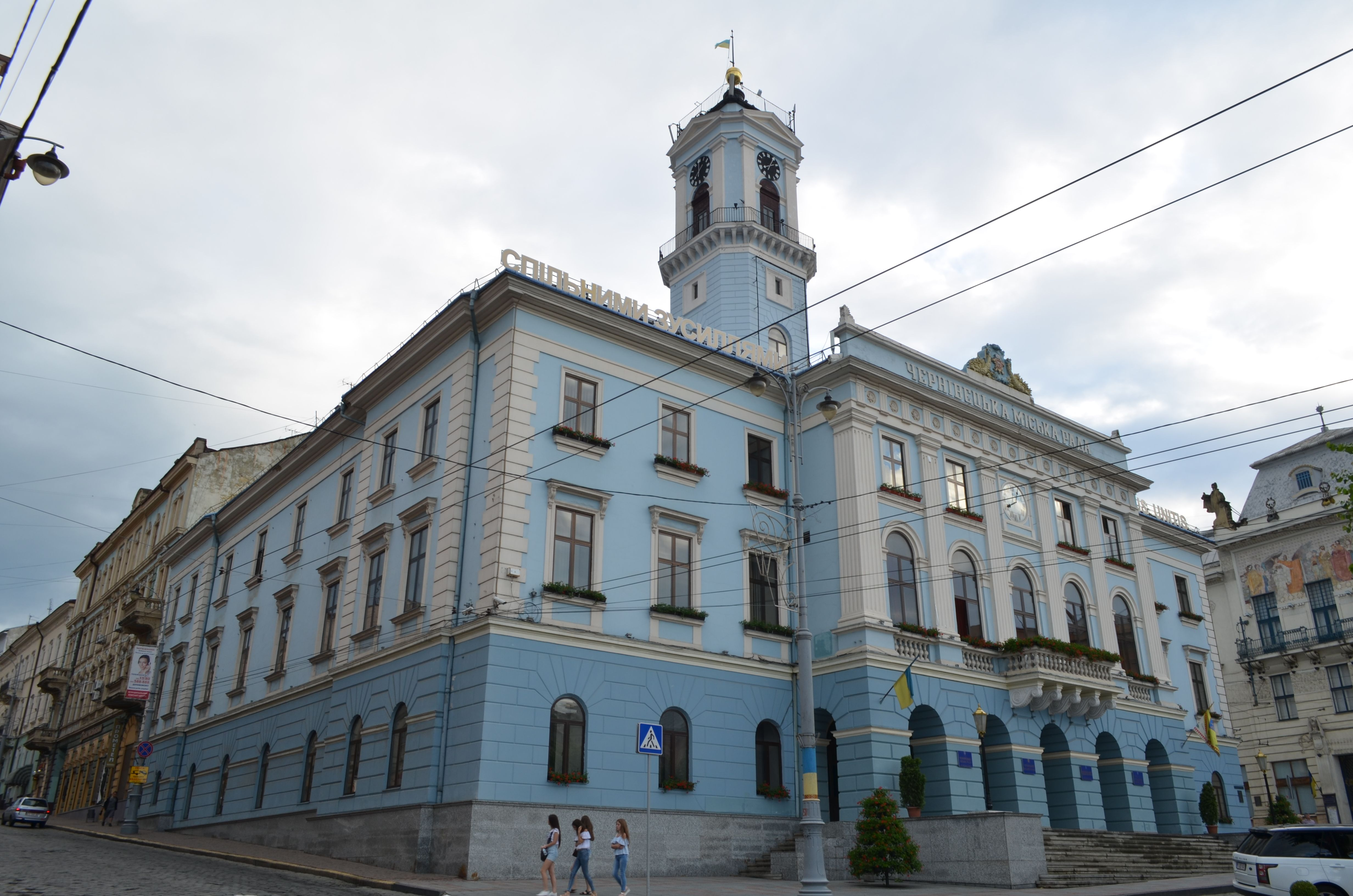
Chernivtsi

### Колишні та сучасні польські ратуші

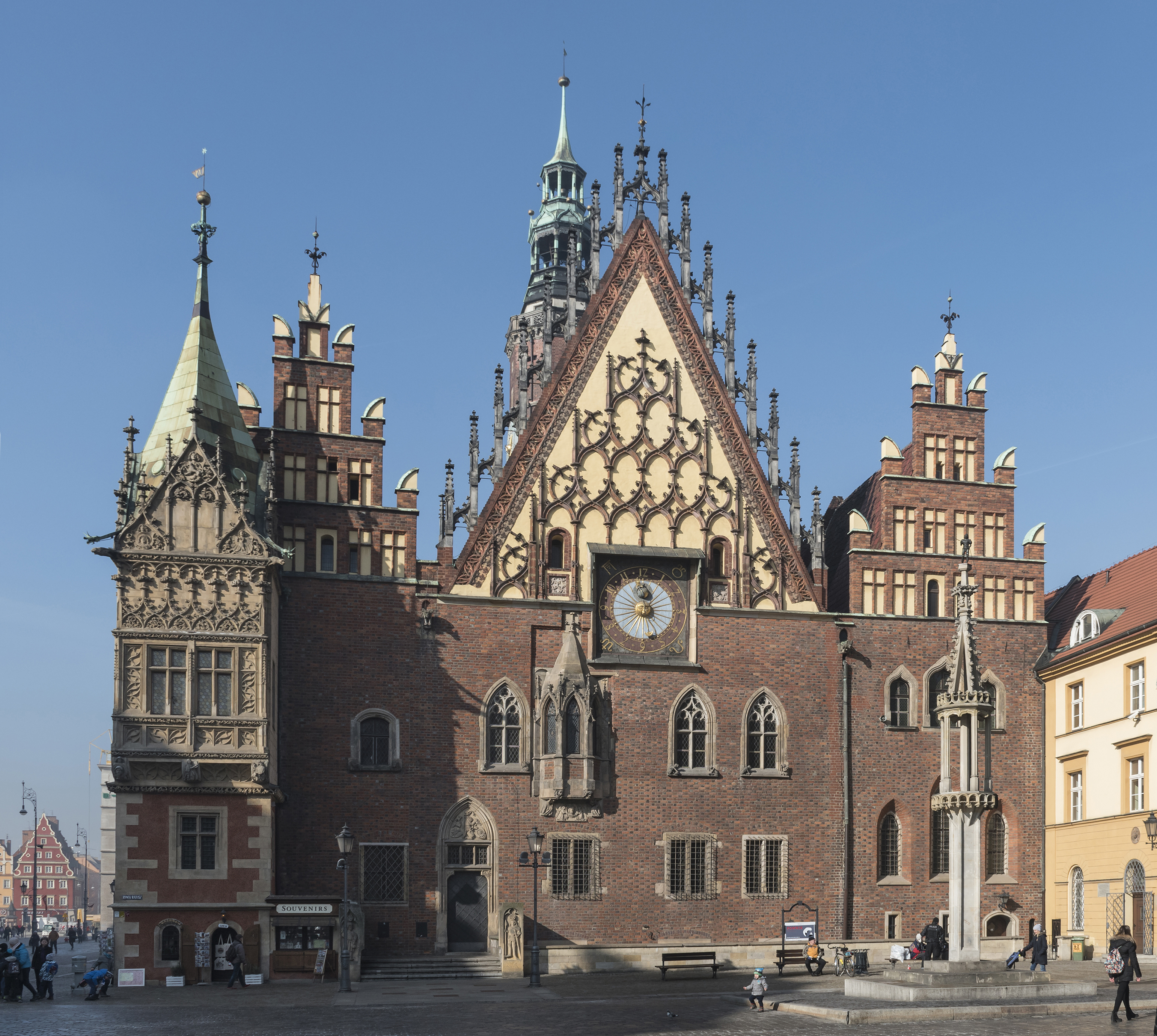
Вроцлав
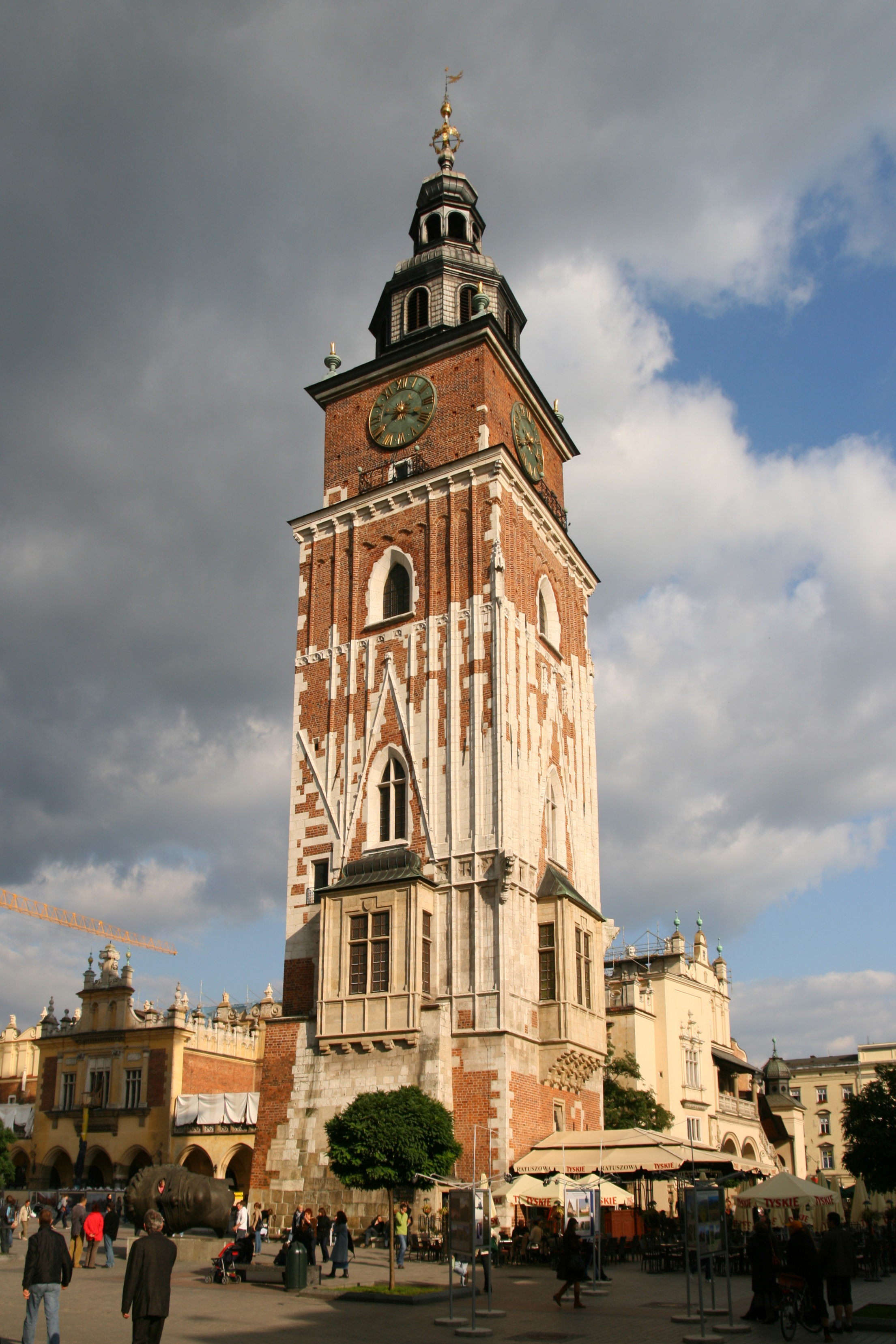
Краків
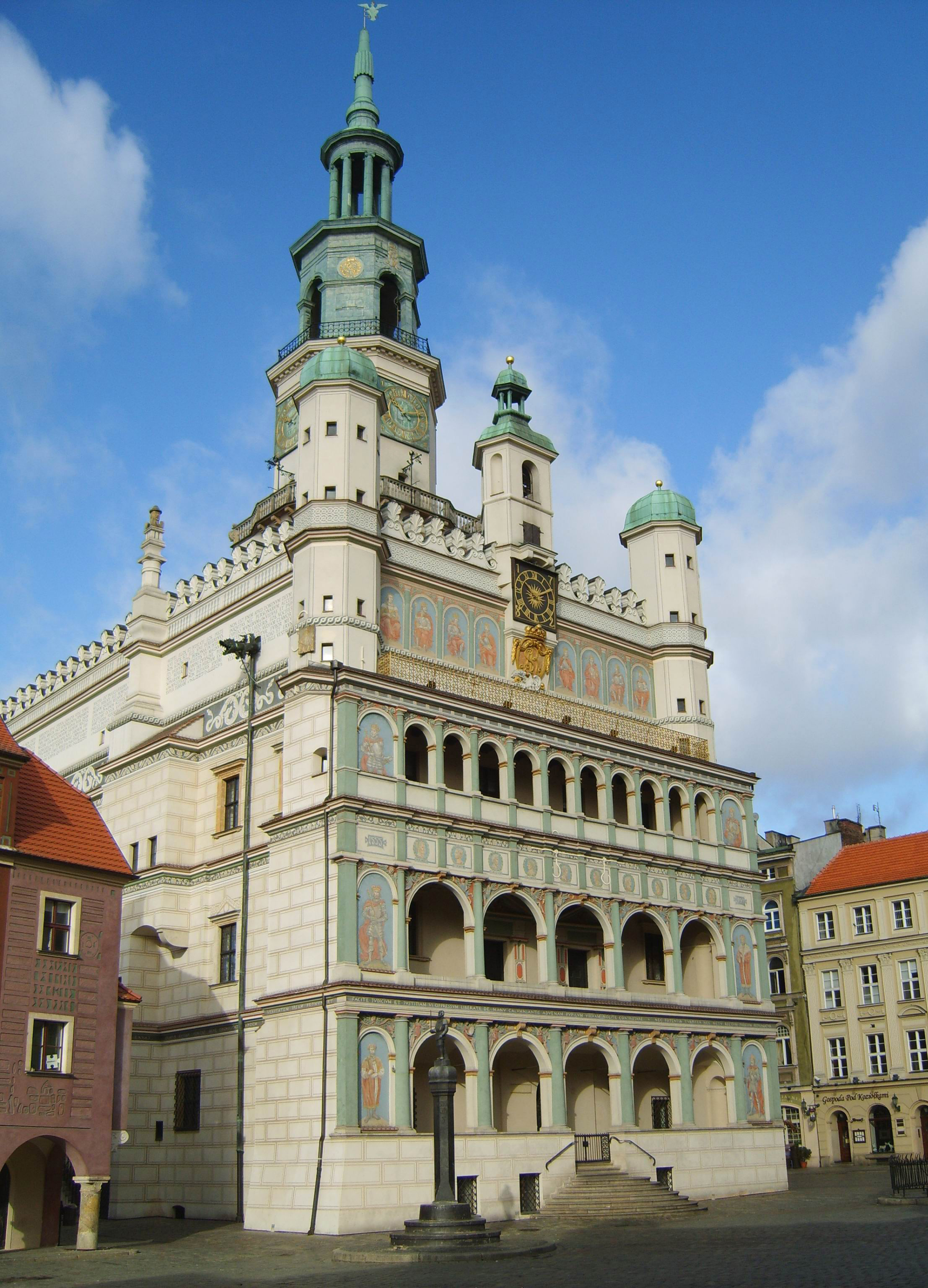
Познань
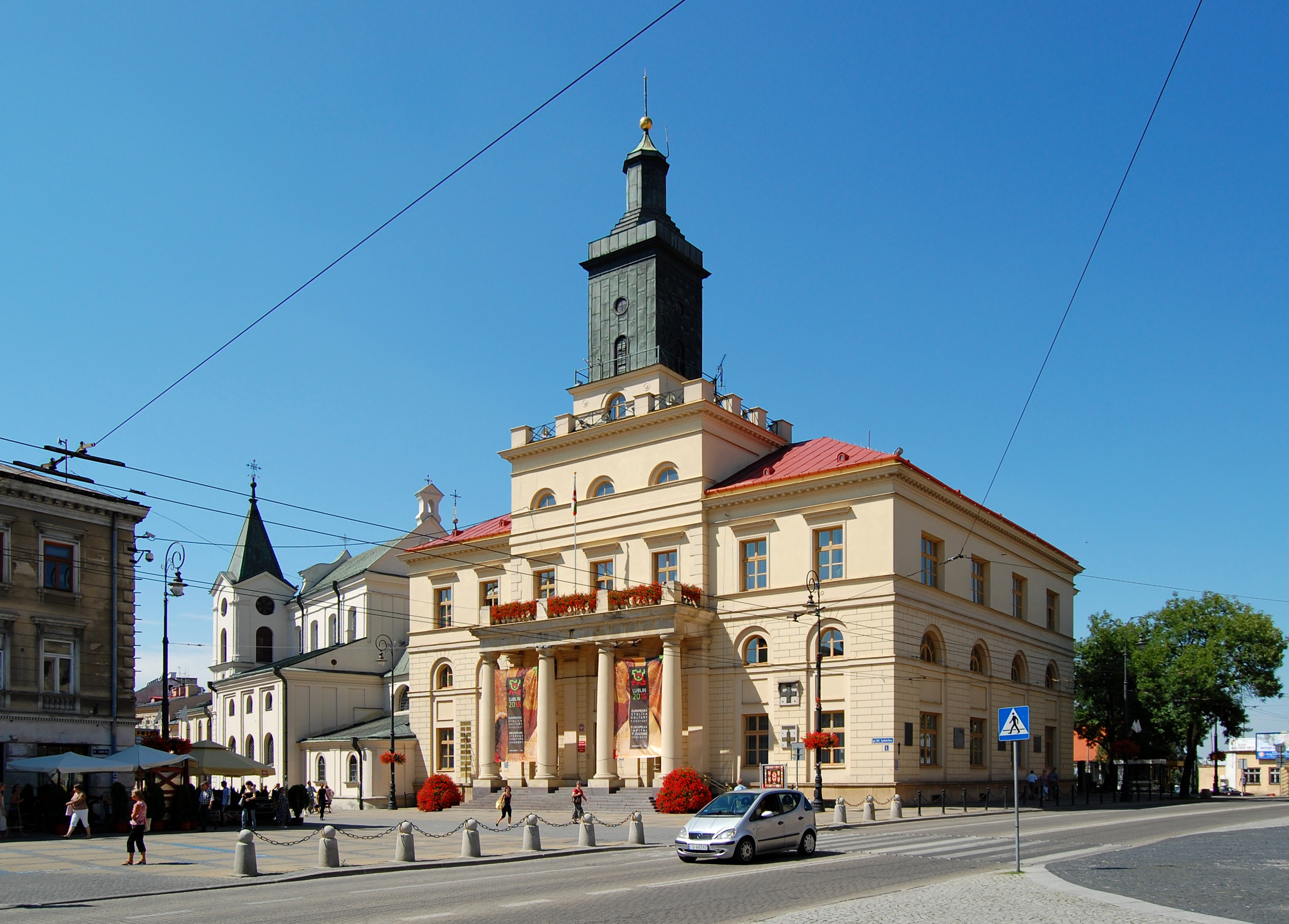
Люблін
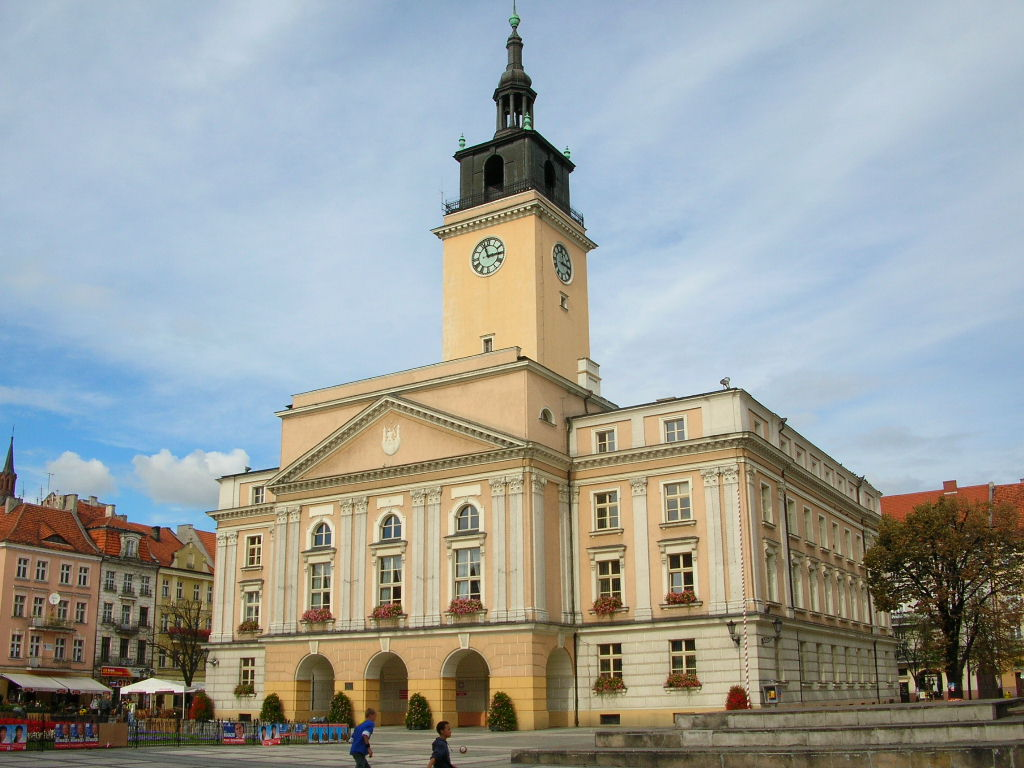
Каліш
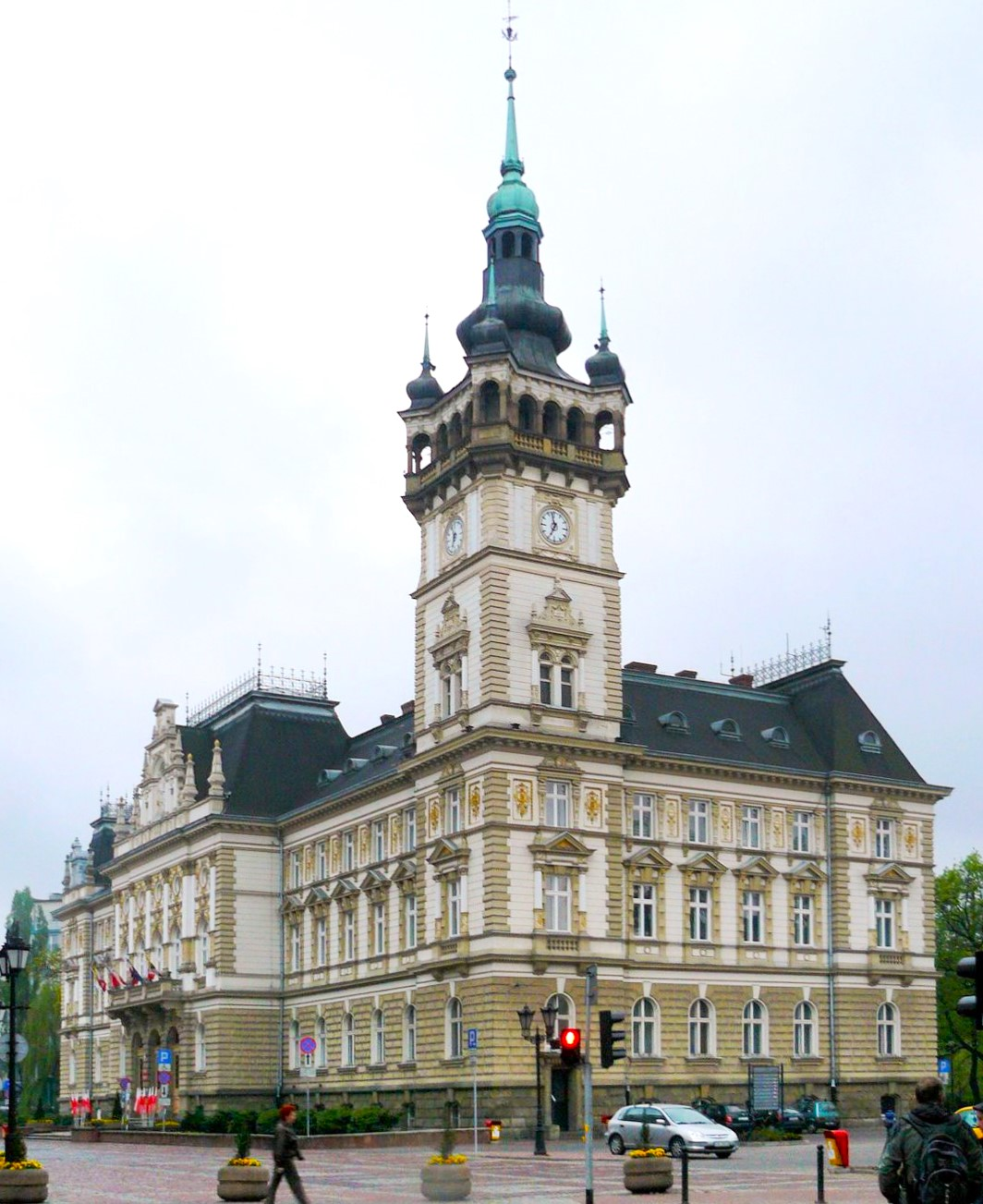
Бельсько-Бяла
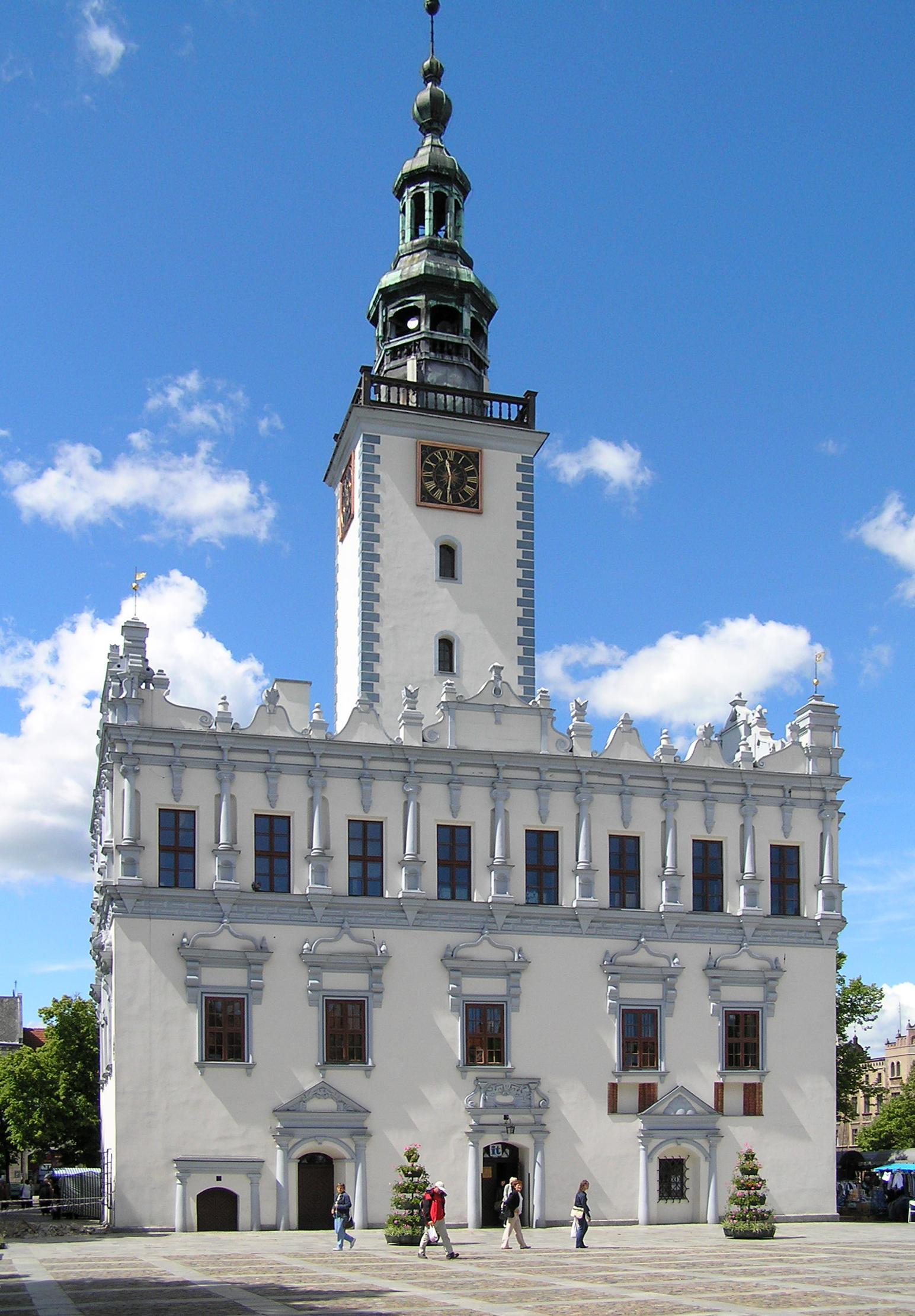
Хелмно
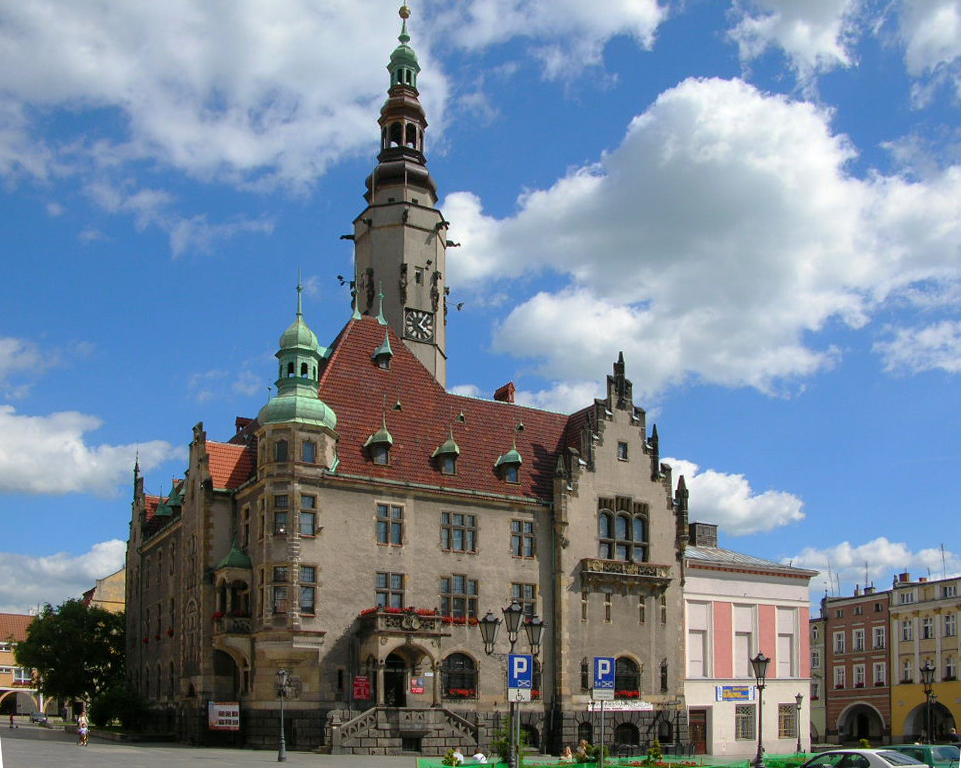
Явор
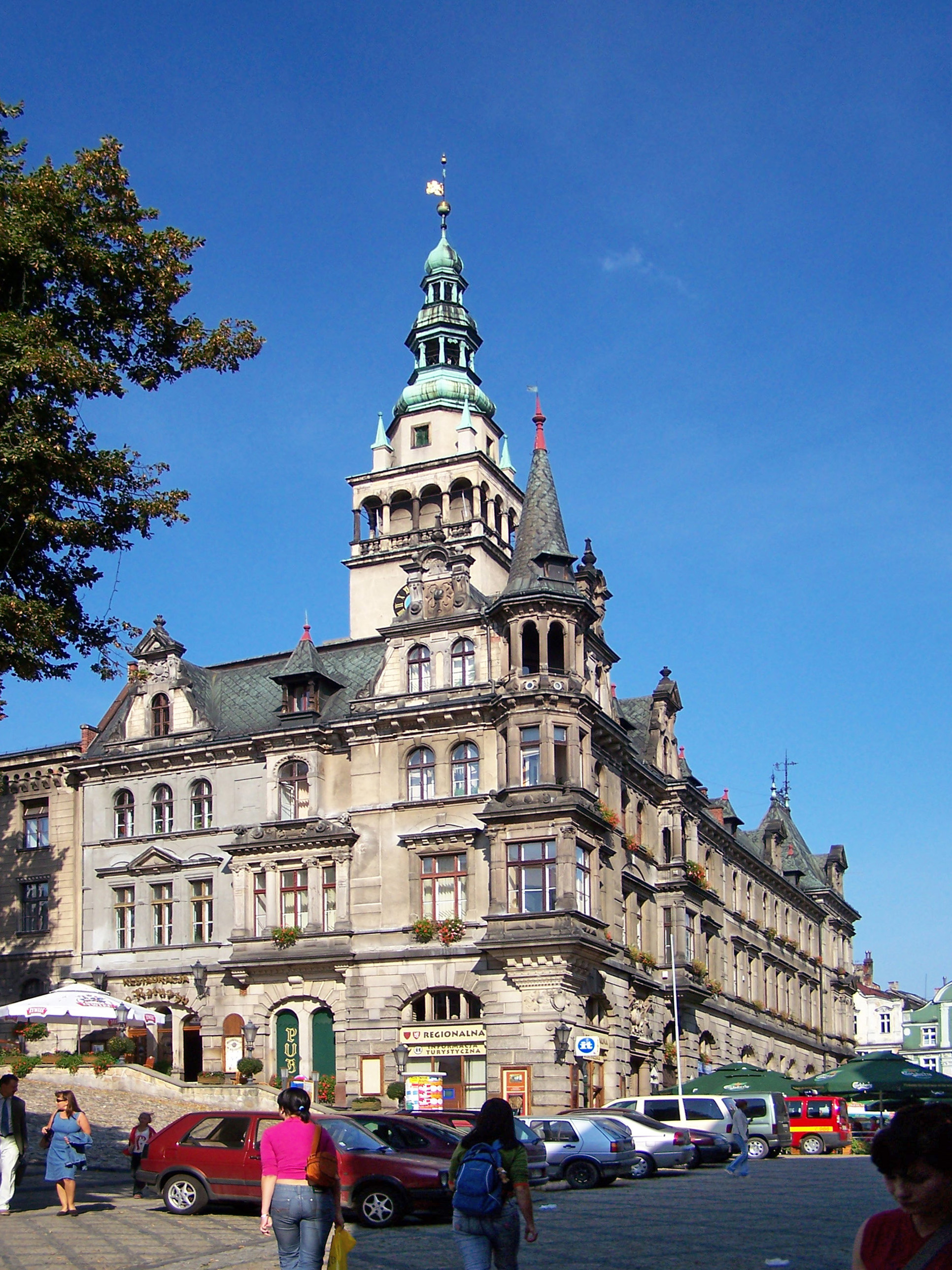
Клодзько
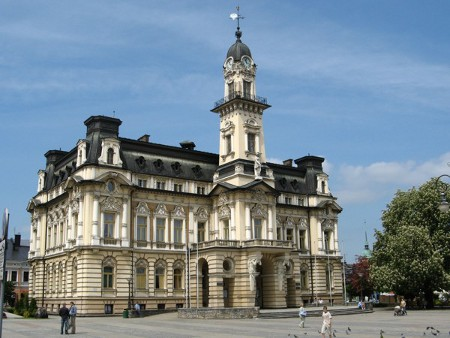
Новий Сонч
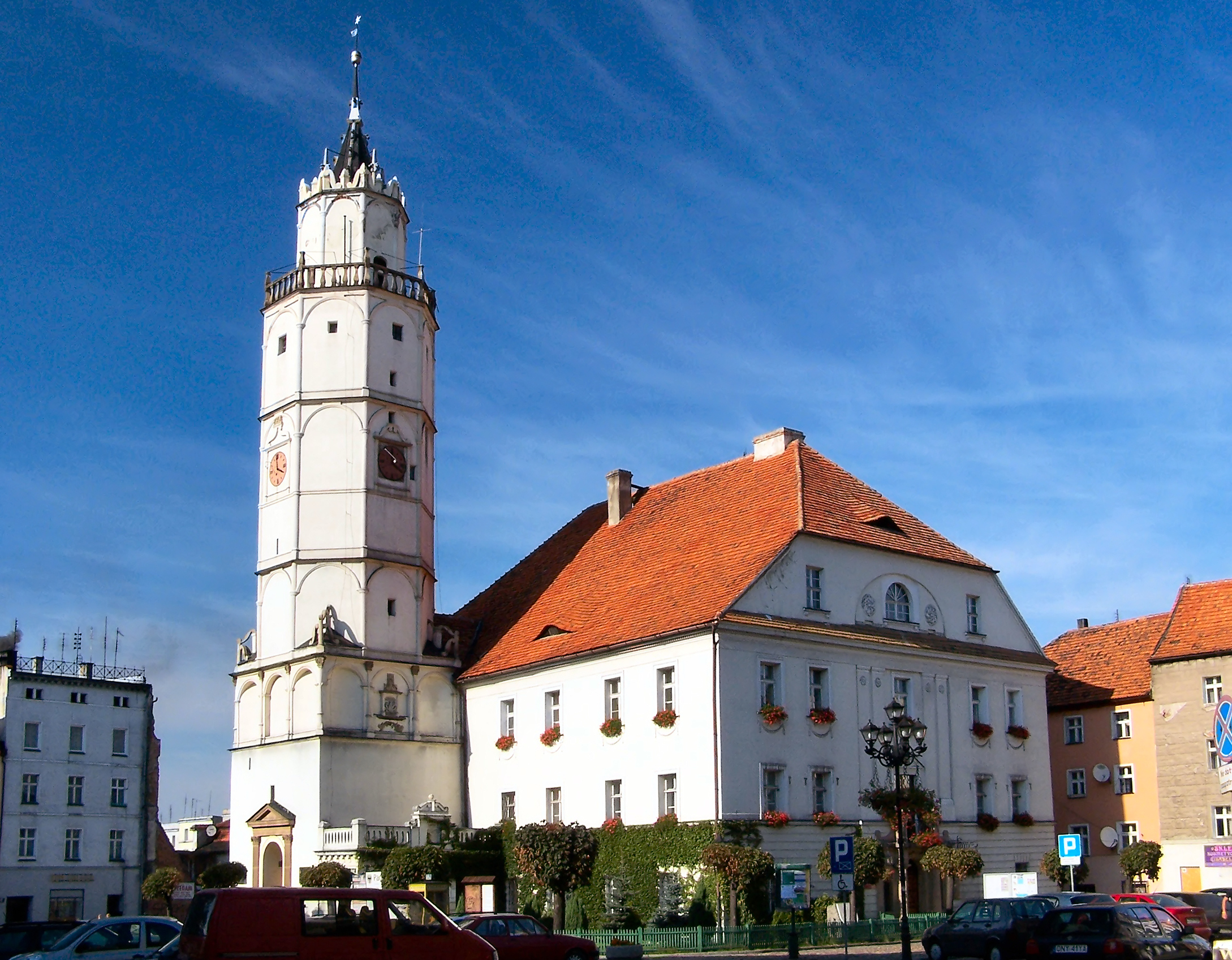
Пачкув
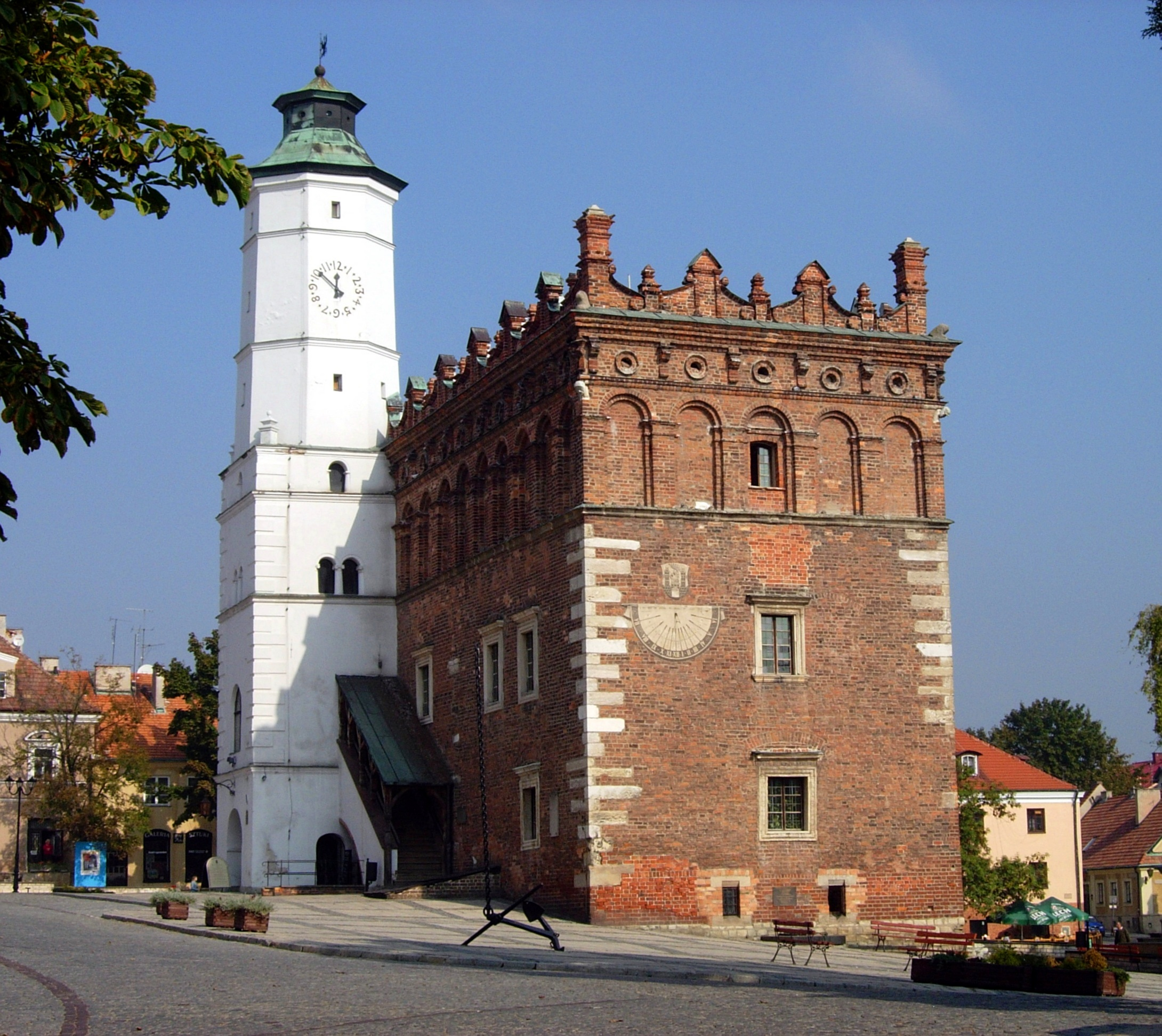
Сандомир
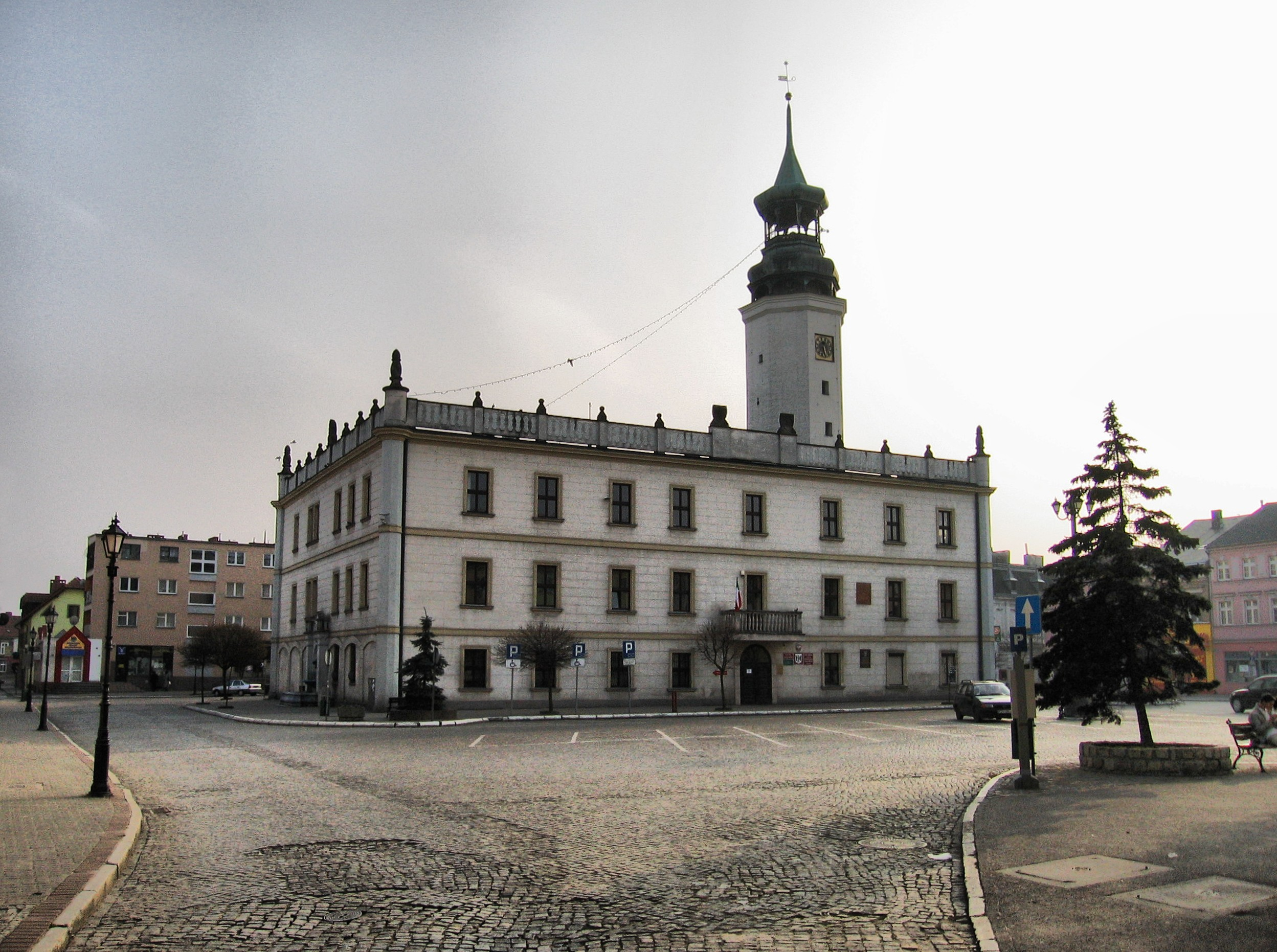
Сулехув
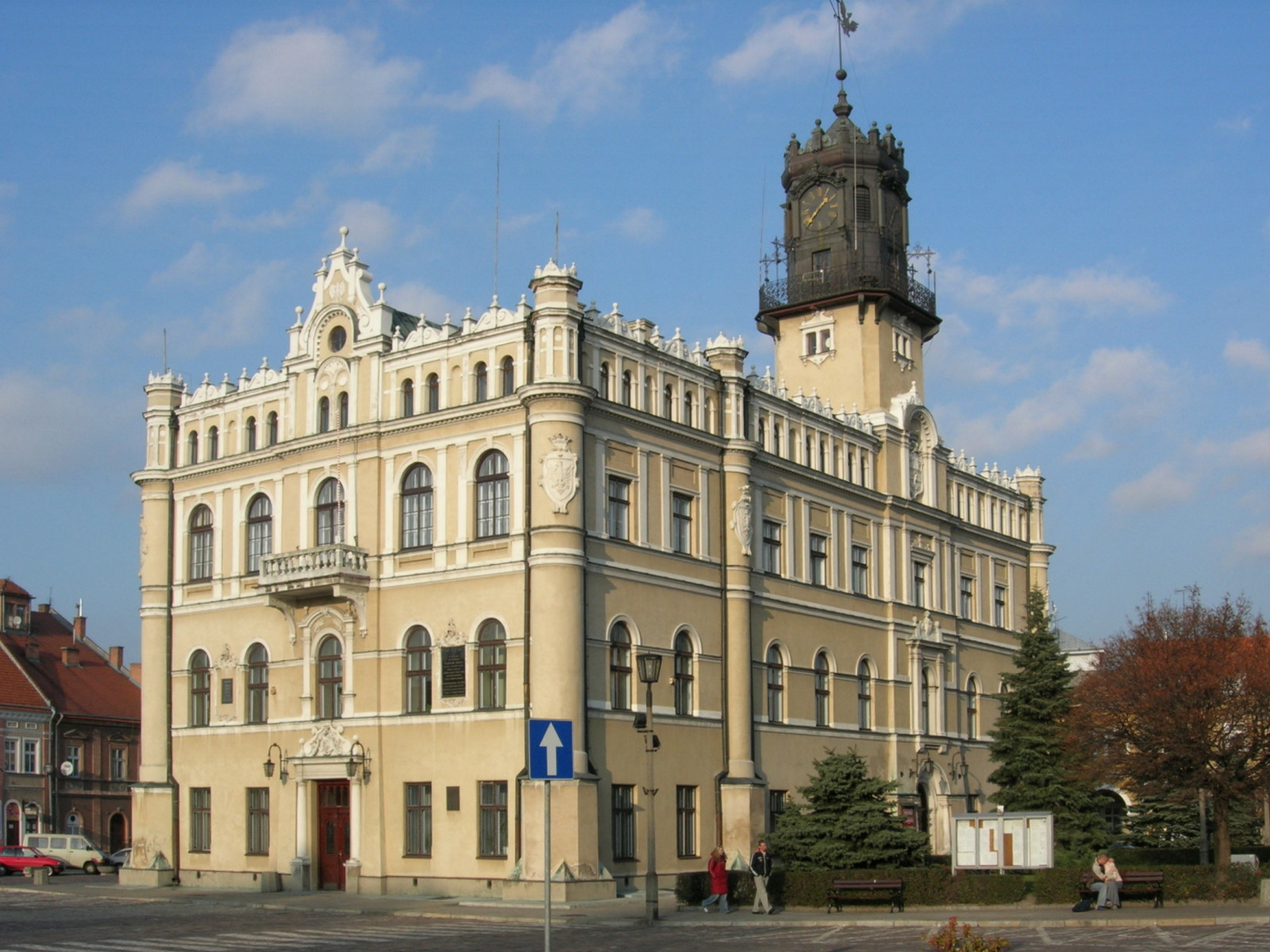
Ярослав
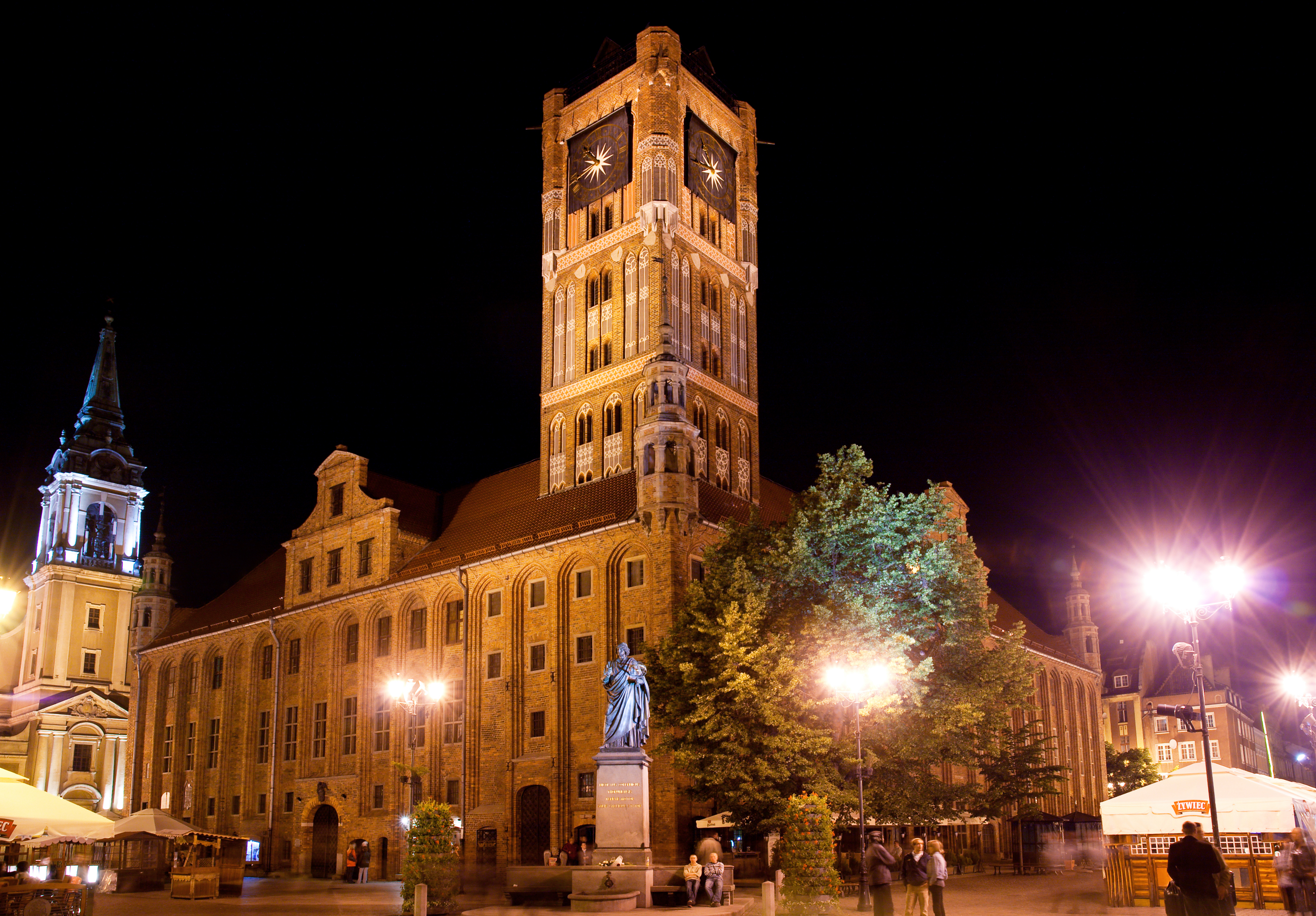
Торунь
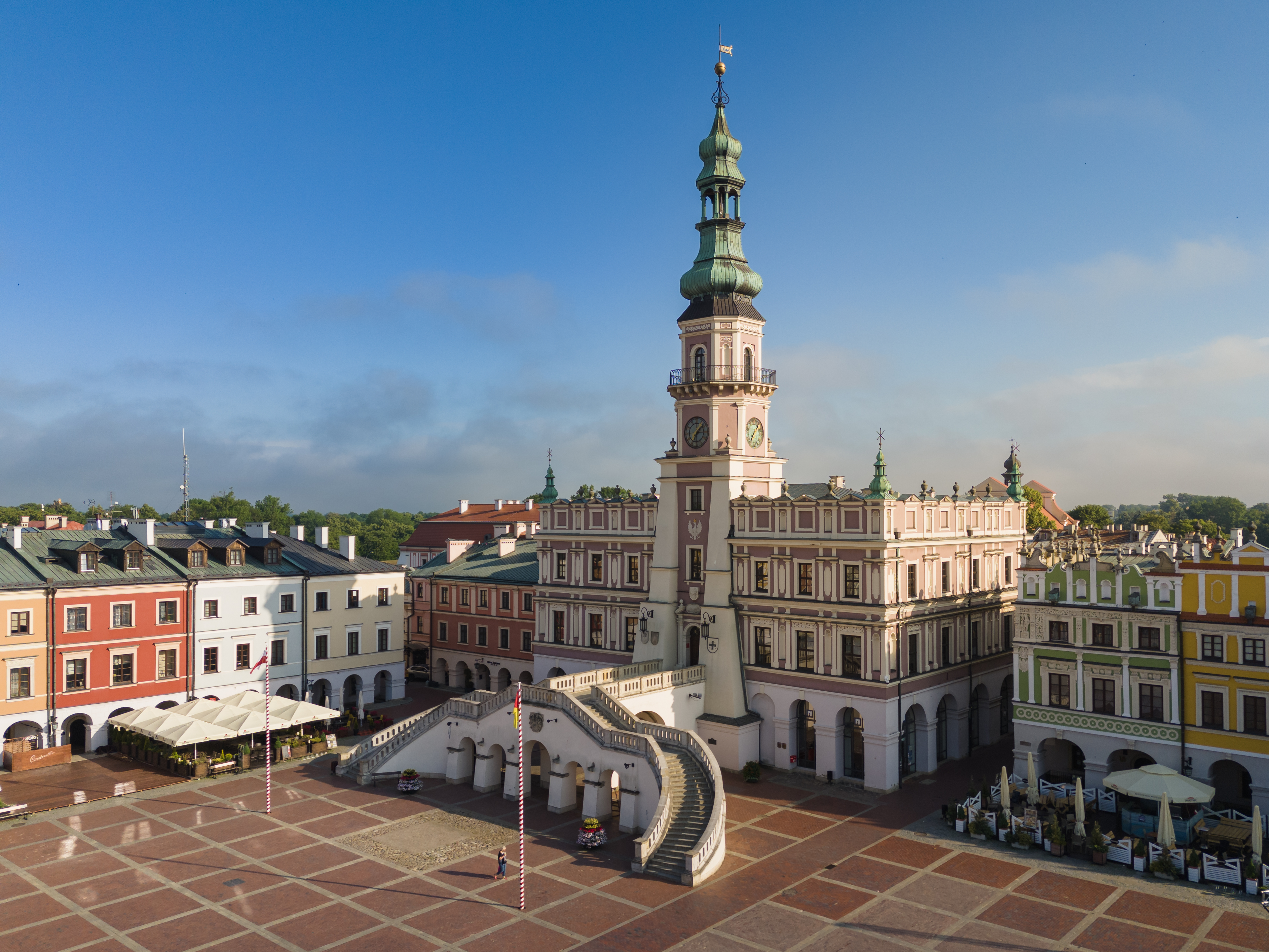
Замостя
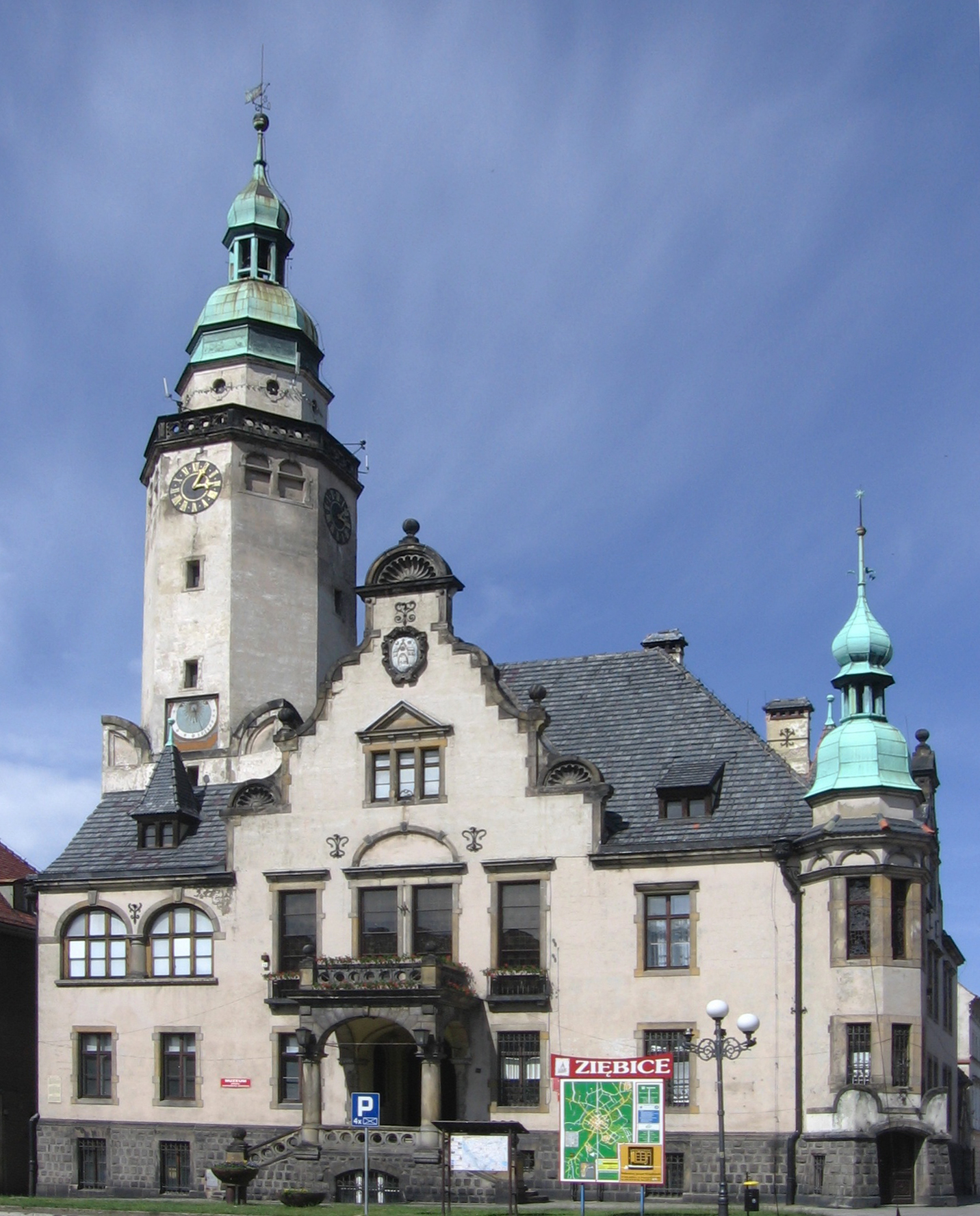
Зембіце
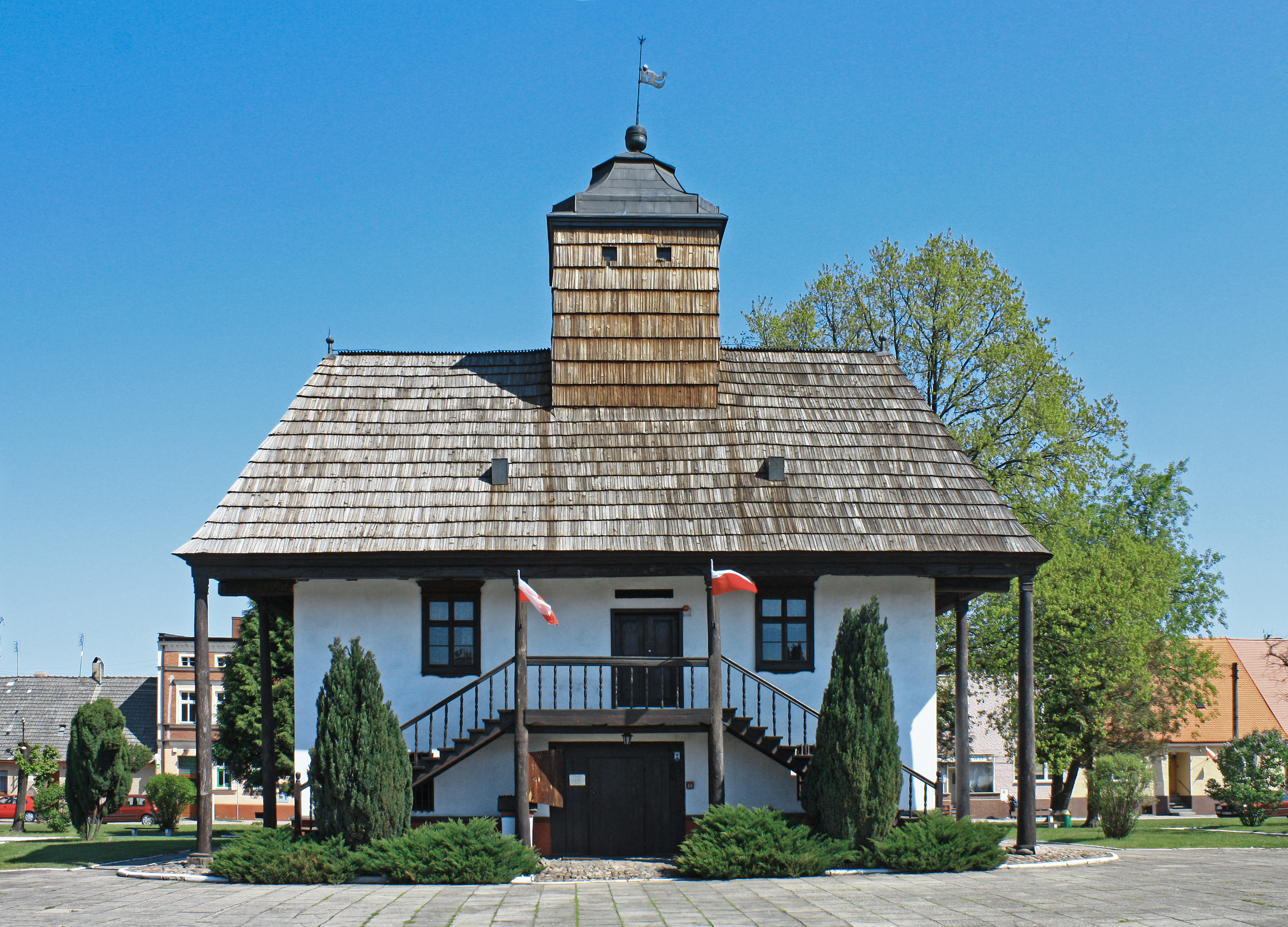
Сульмежице
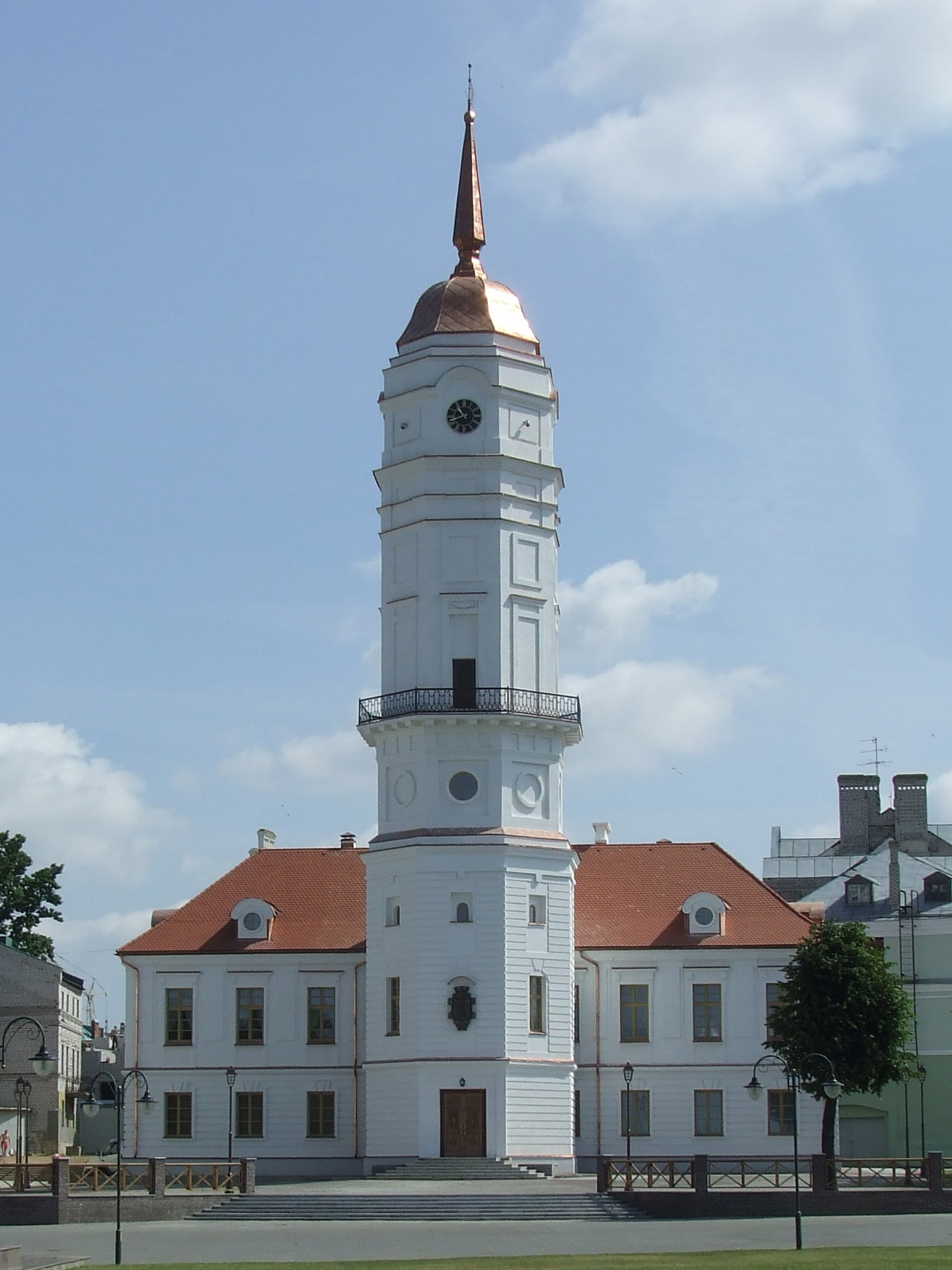
Могилів
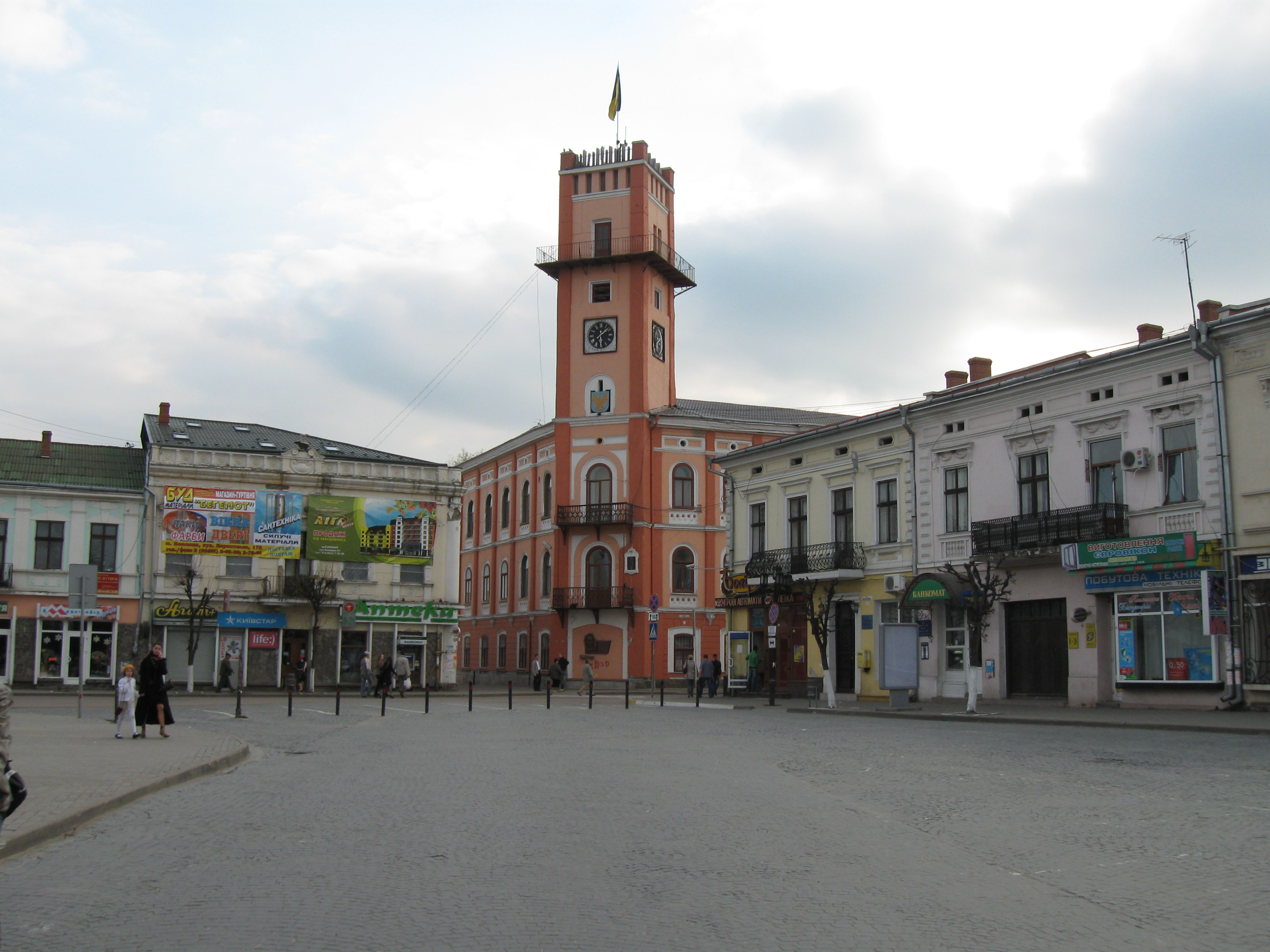
Коломия
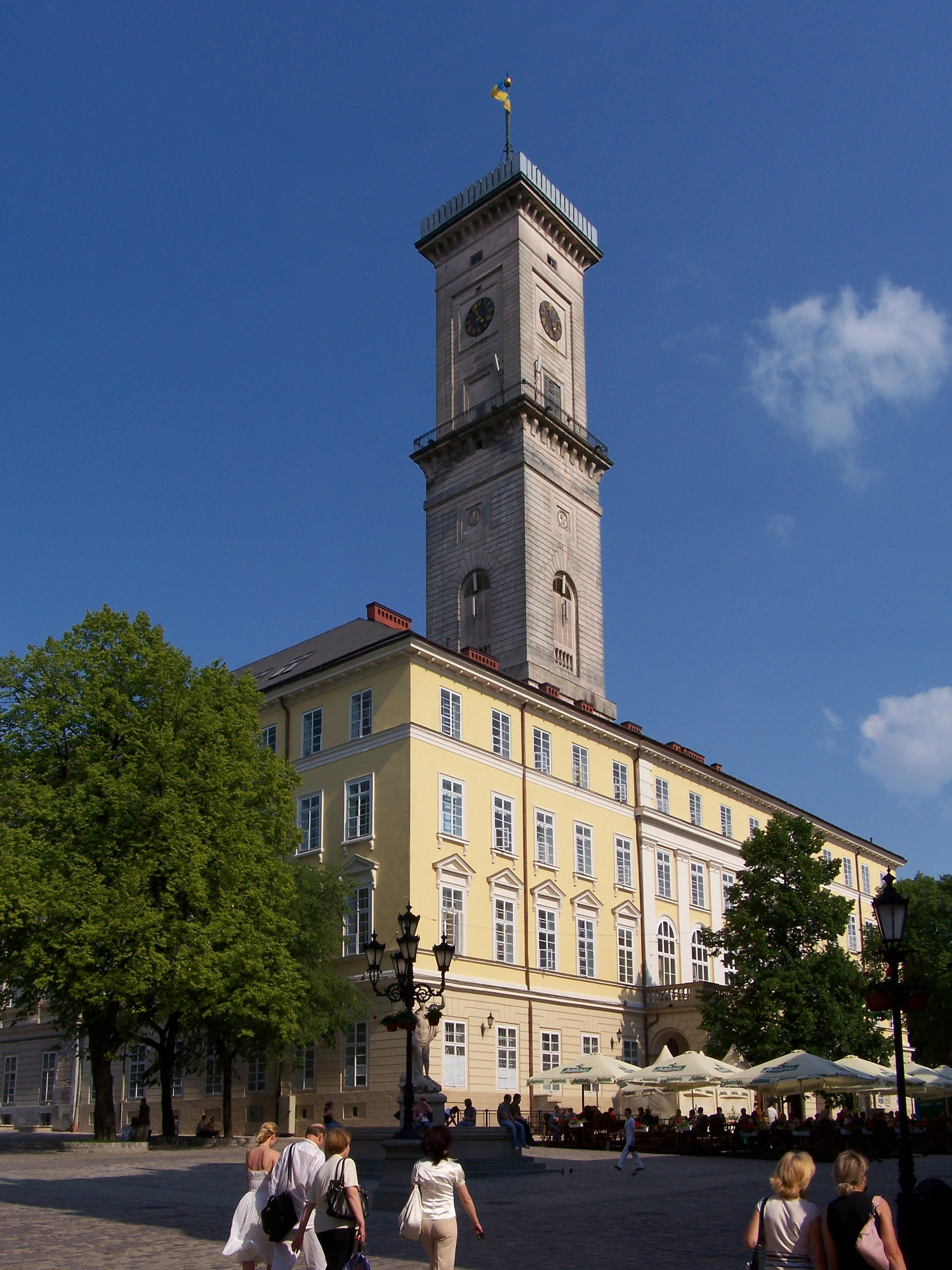
Львів
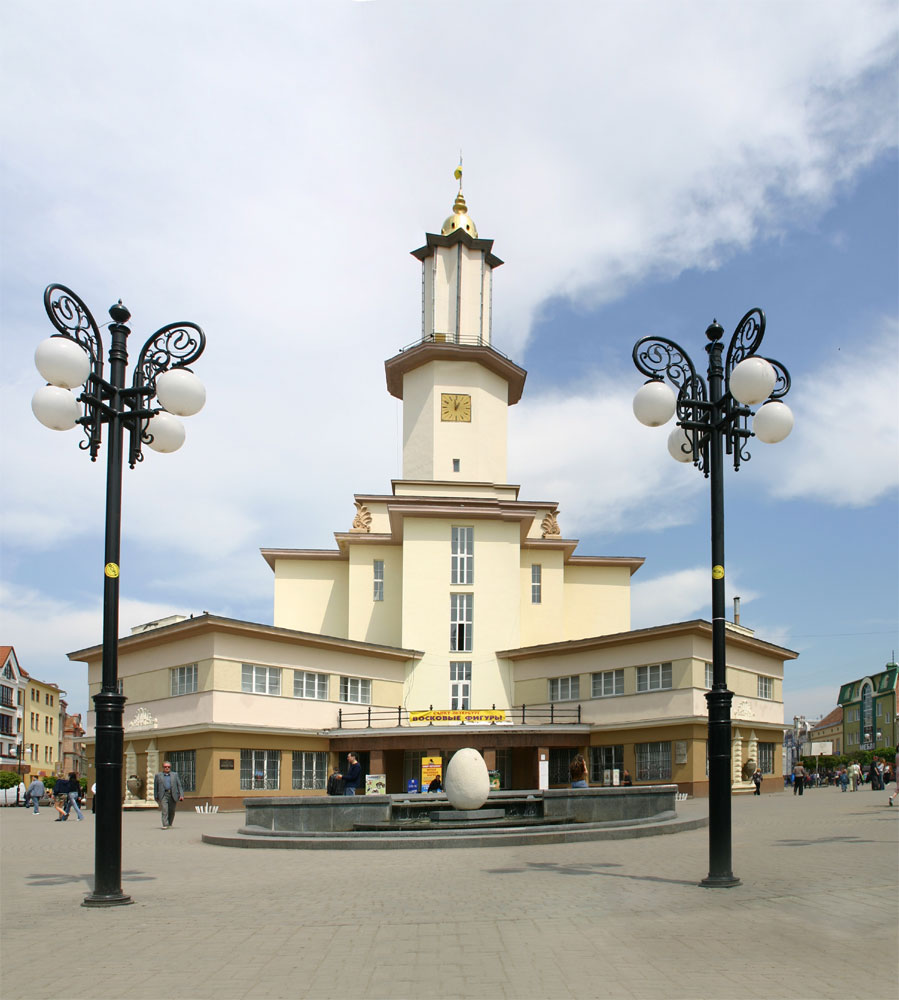
Івано-Франківськ

### Естонія

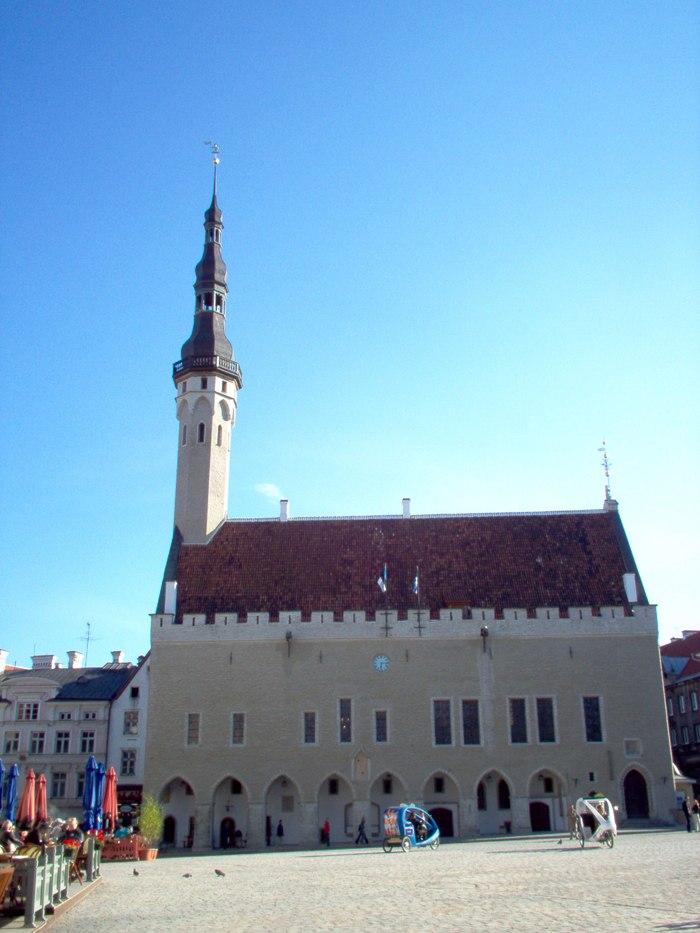
Таллінн
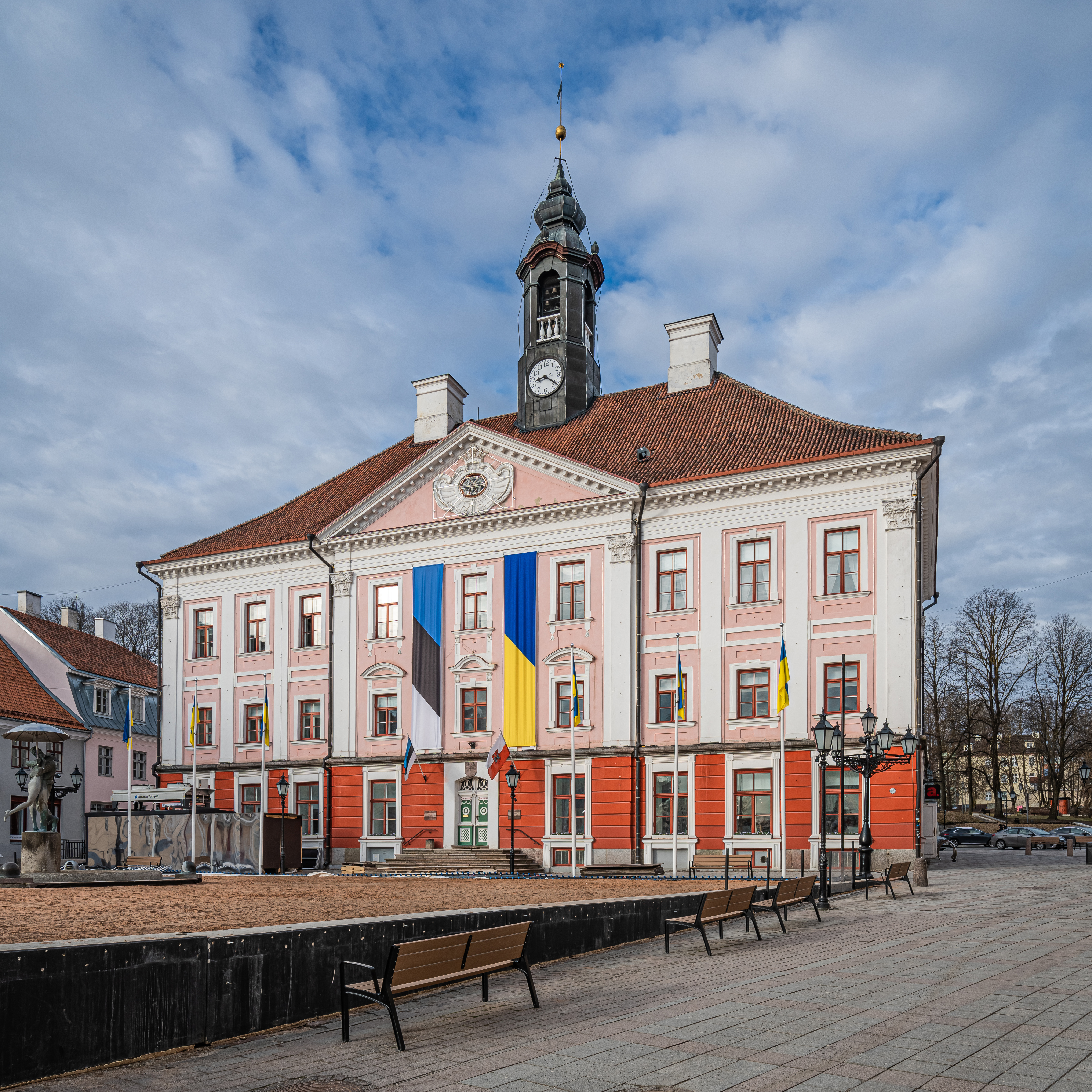
Тарту
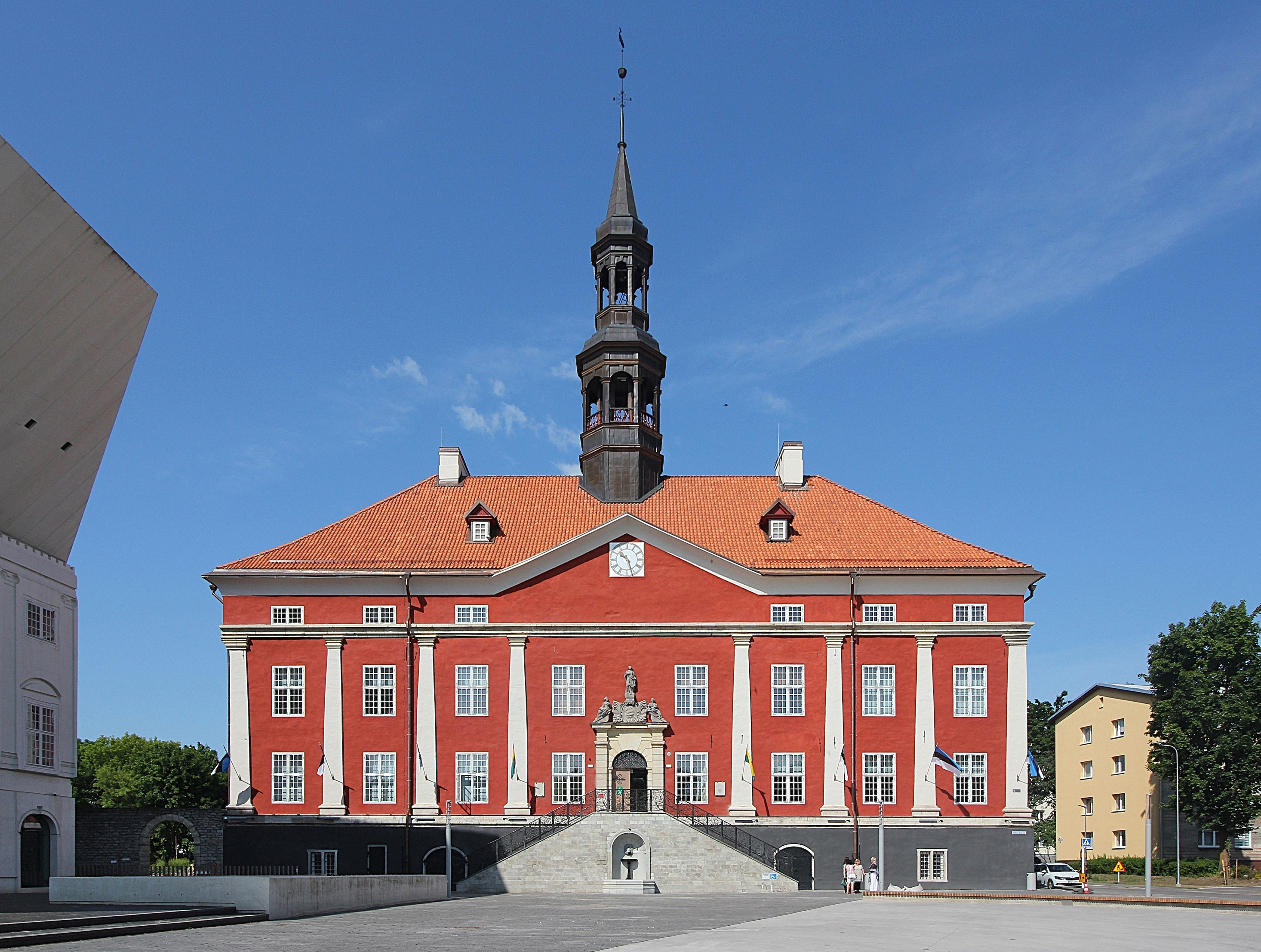
Нарва
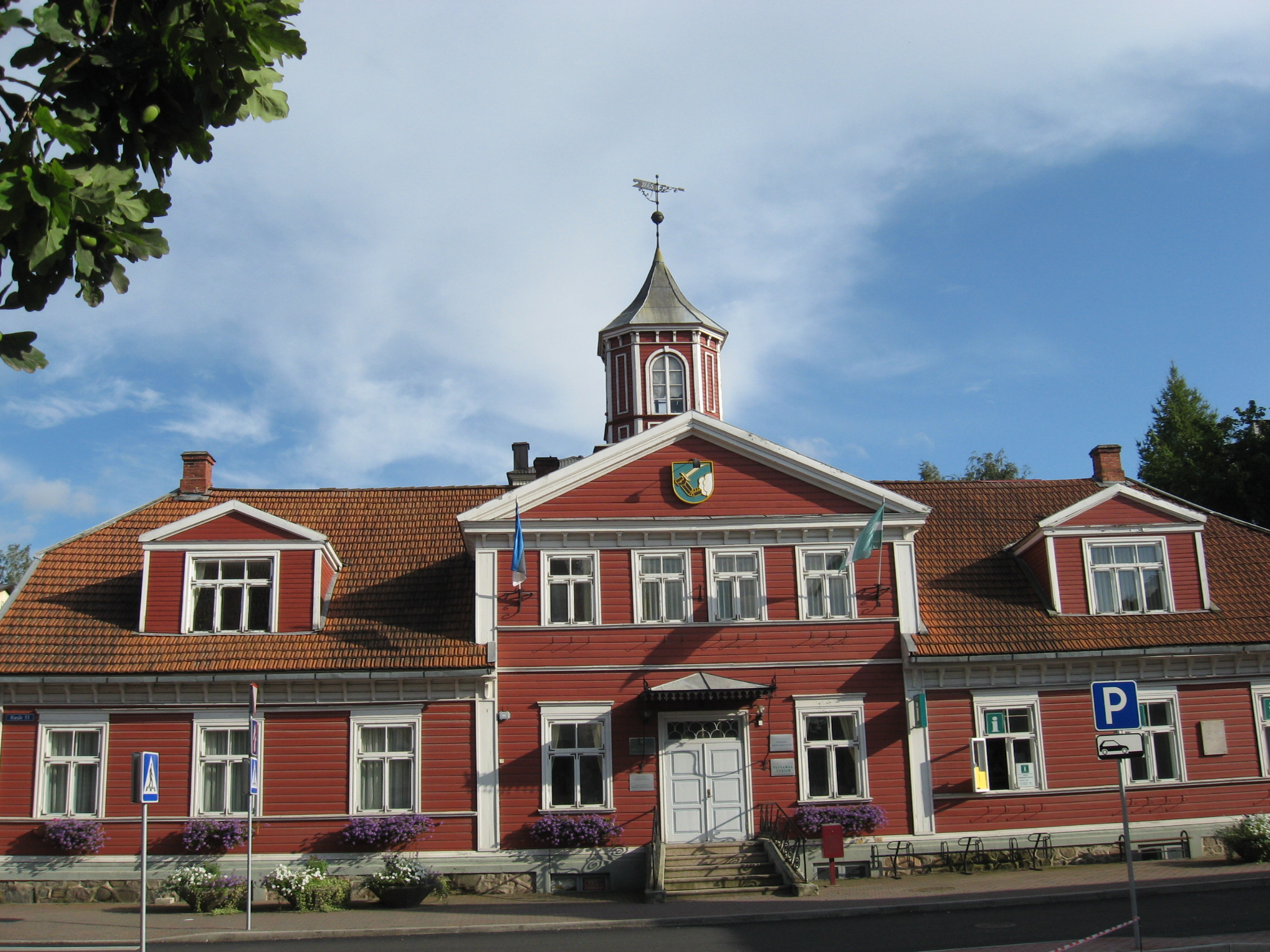
Валга
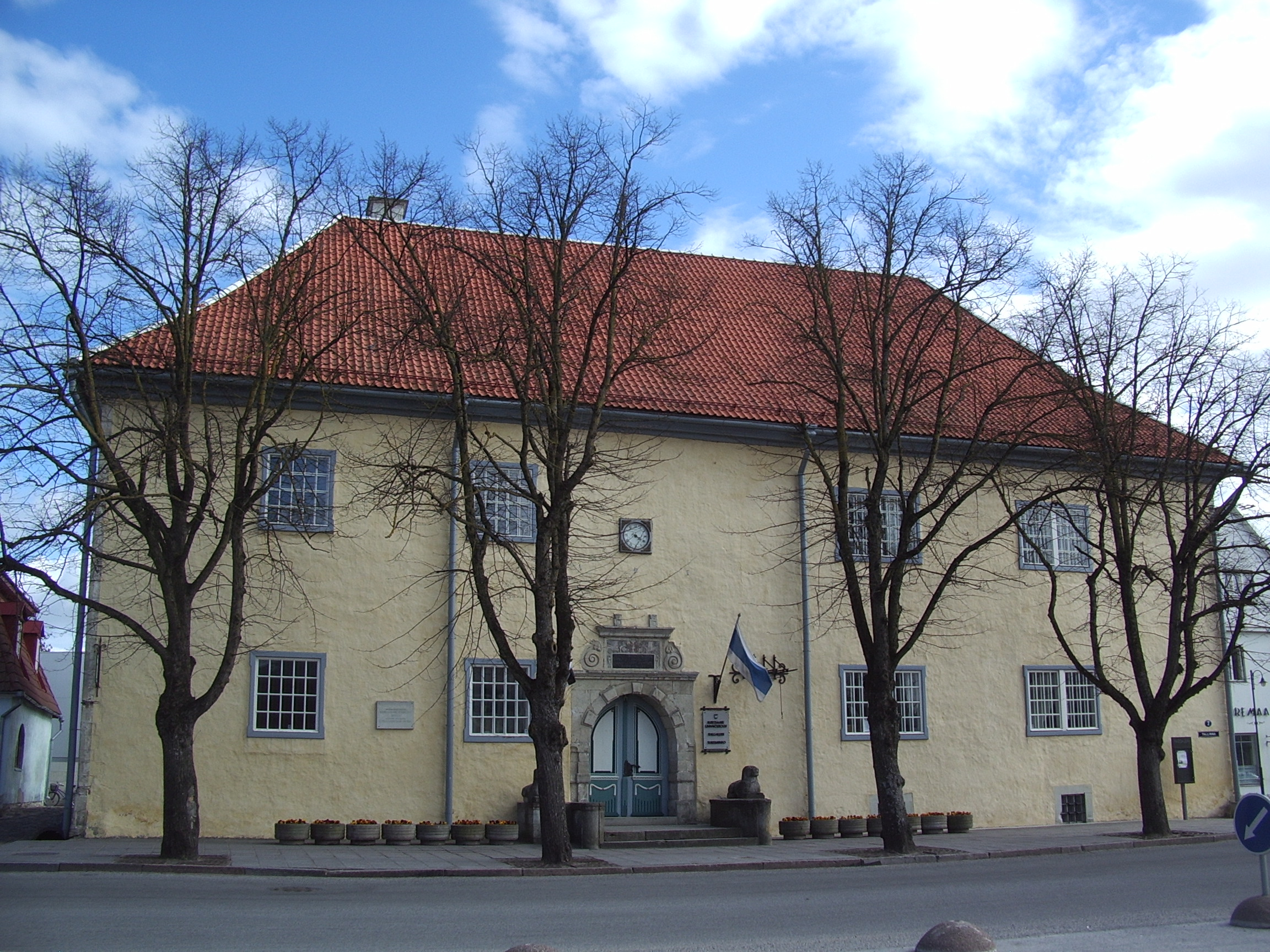
Kuressaare
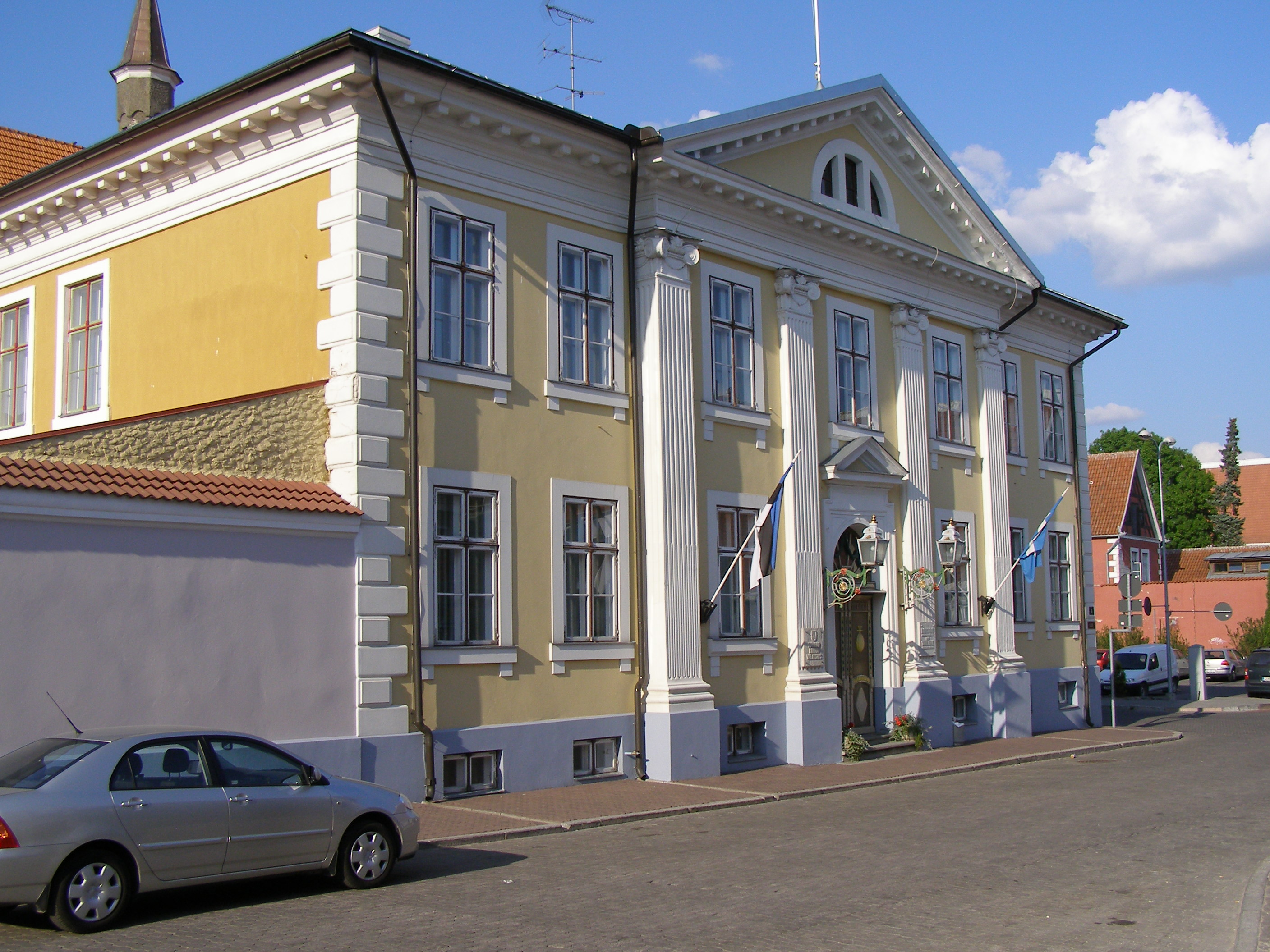
Пярну
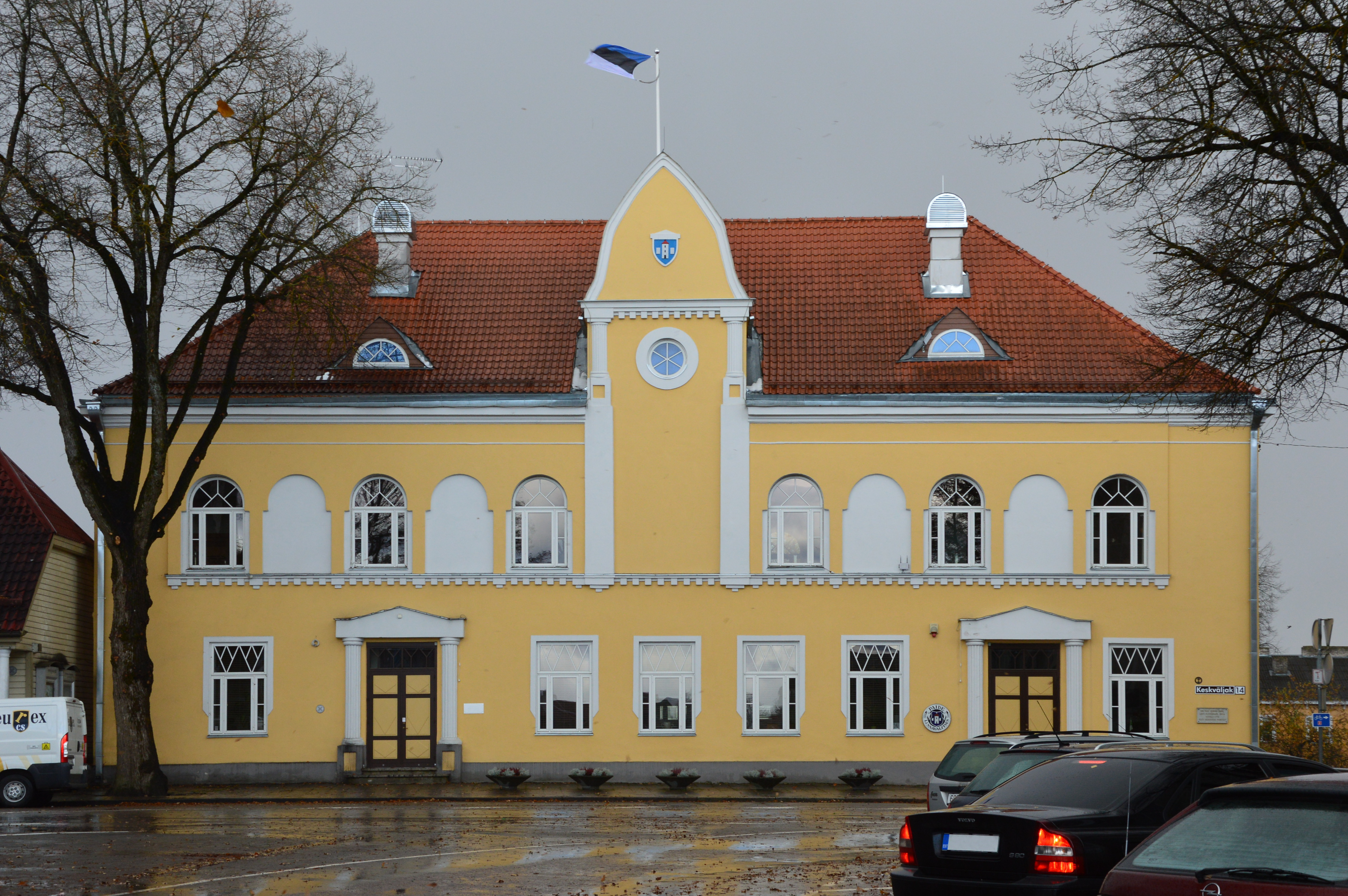
Пайде
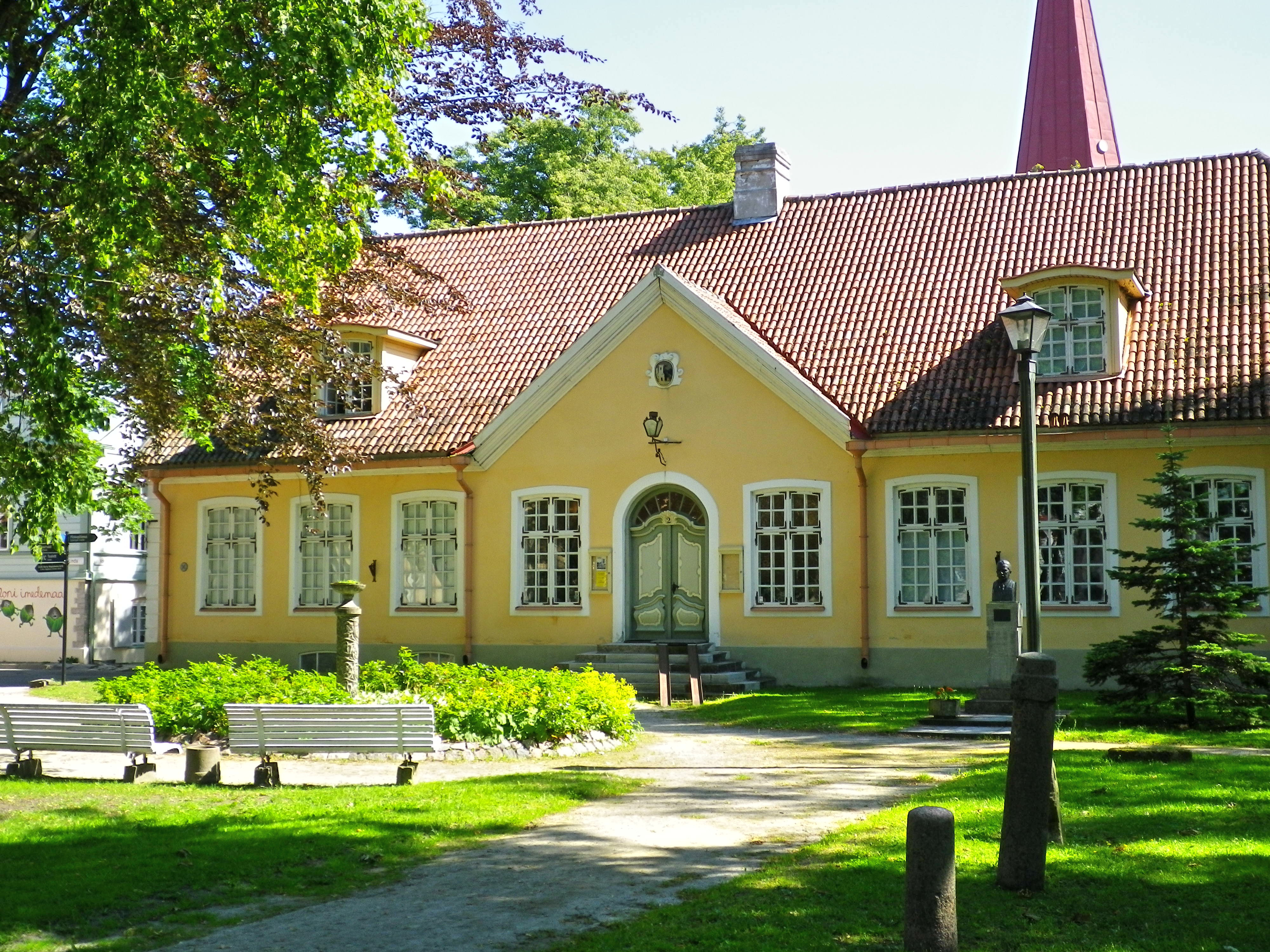
Хаапсалу

### Деінде

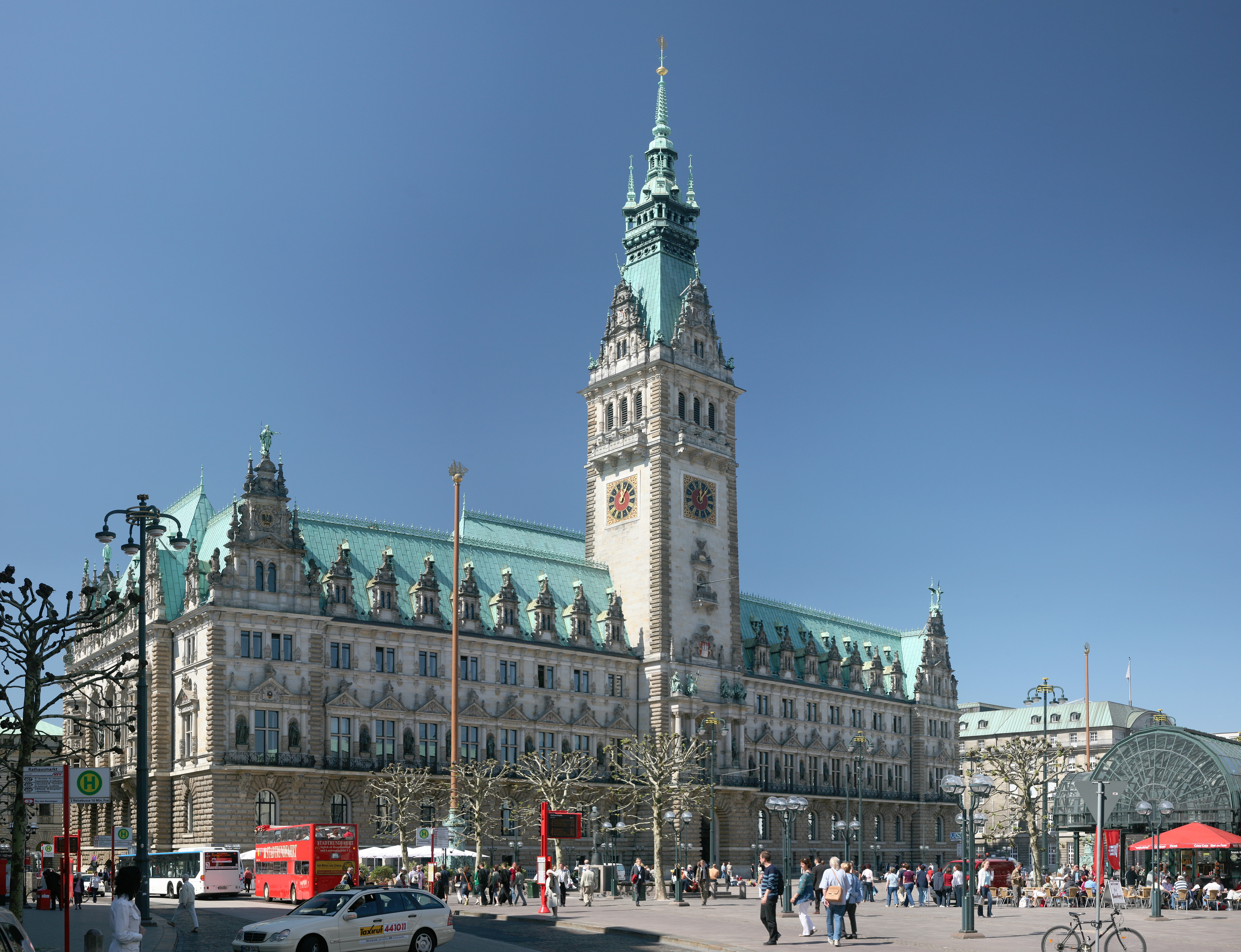
Гамбург
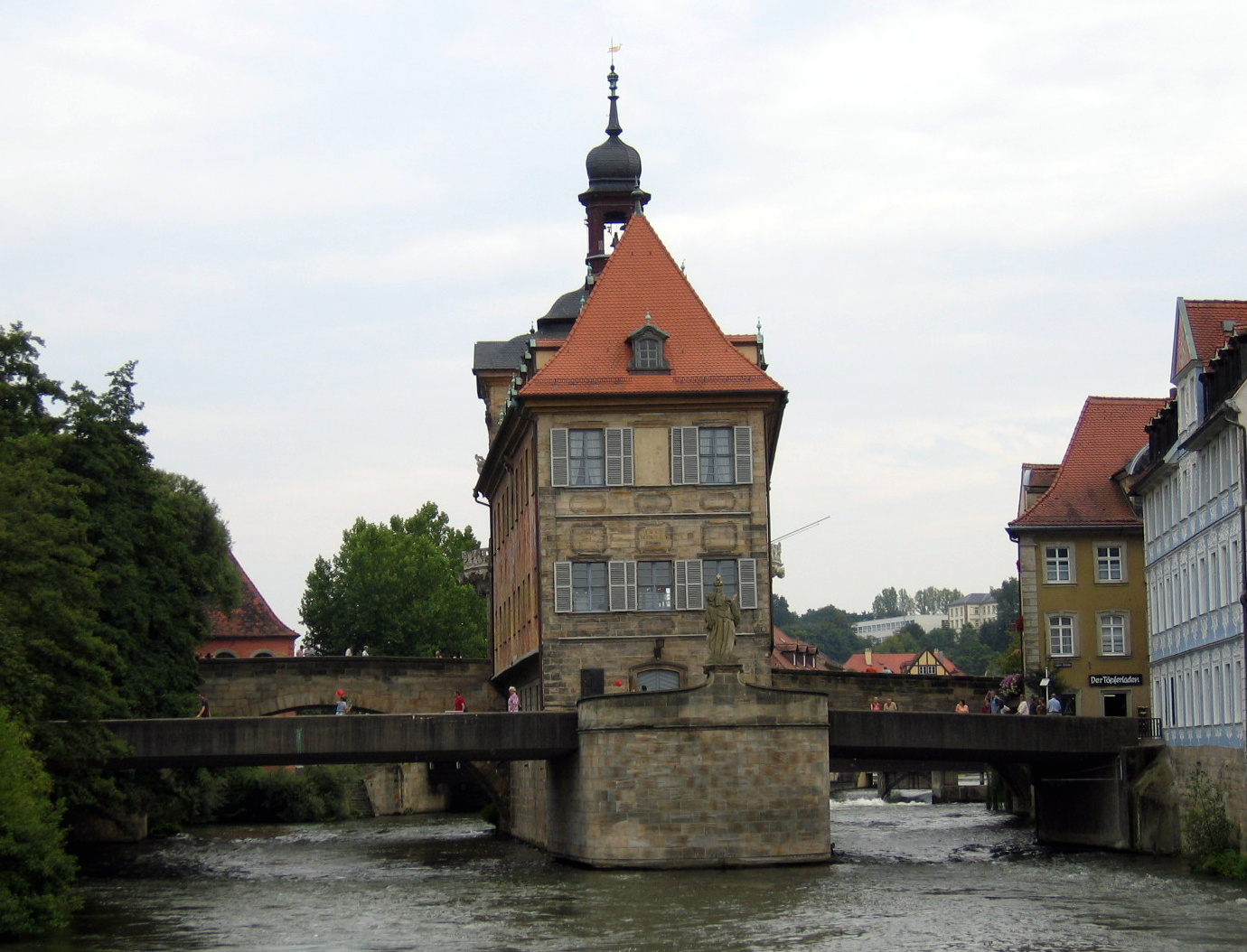
Стара ратуша в Бамберзі
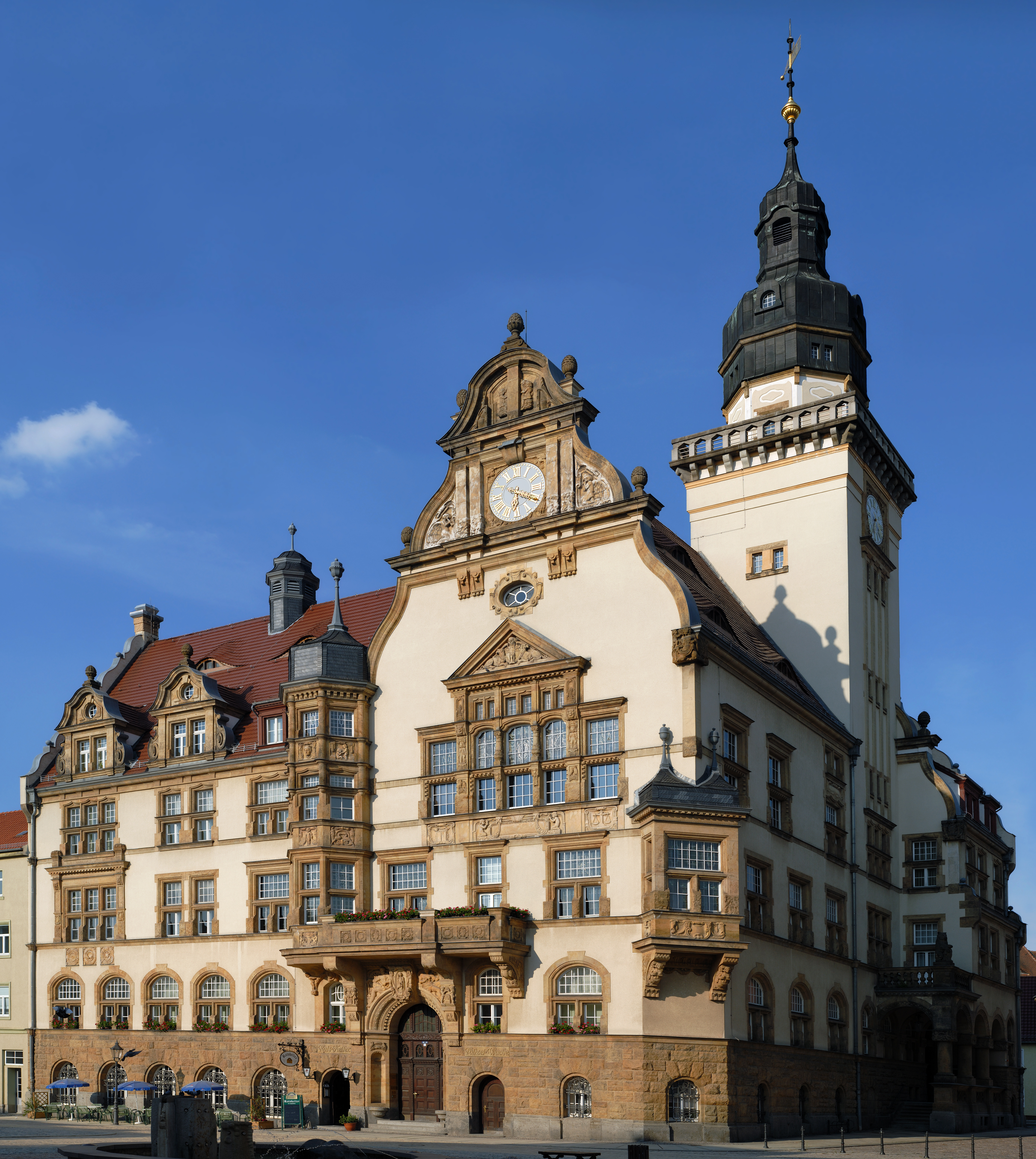
Вердау
Відень
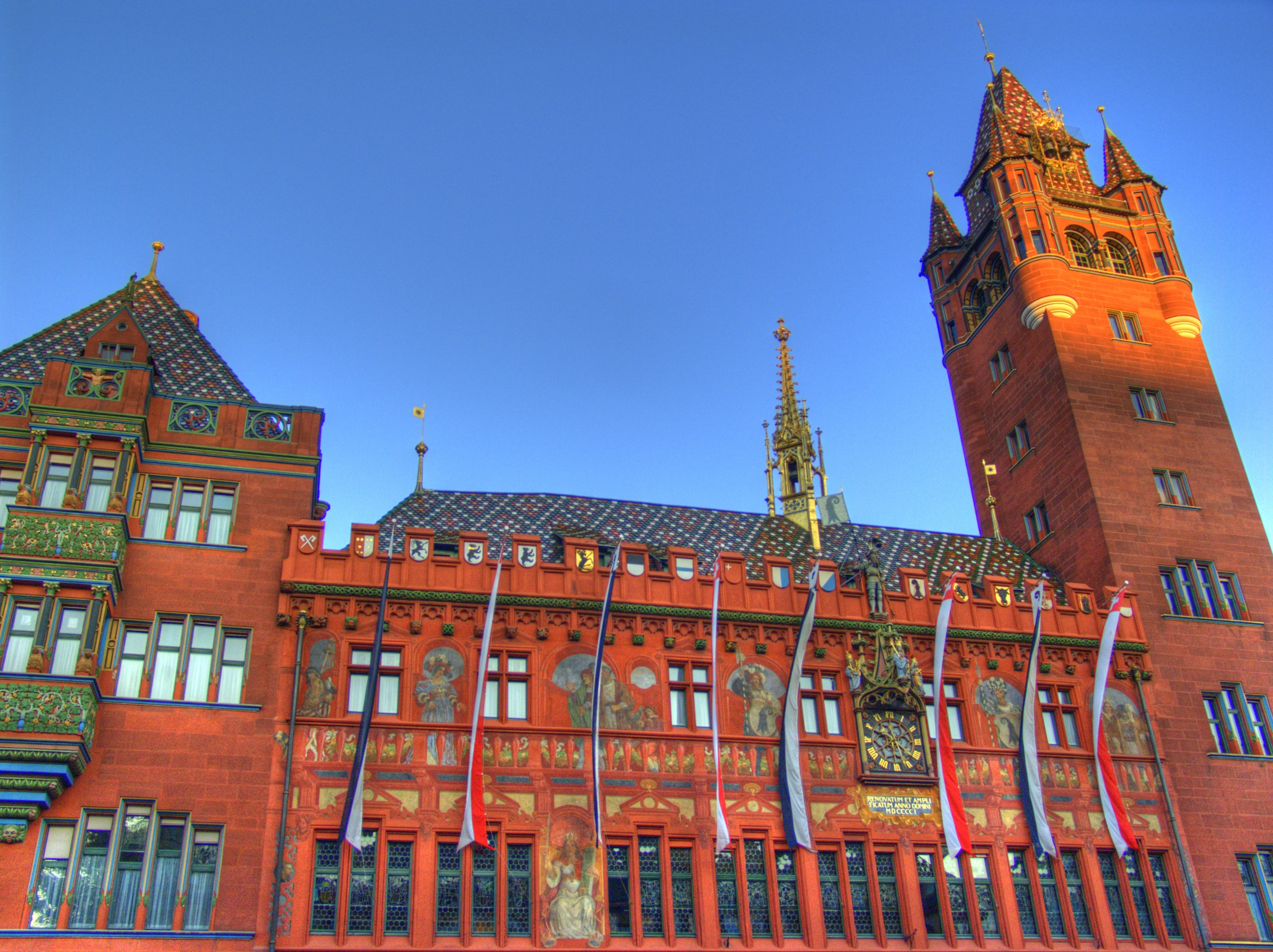
Базель (1904)
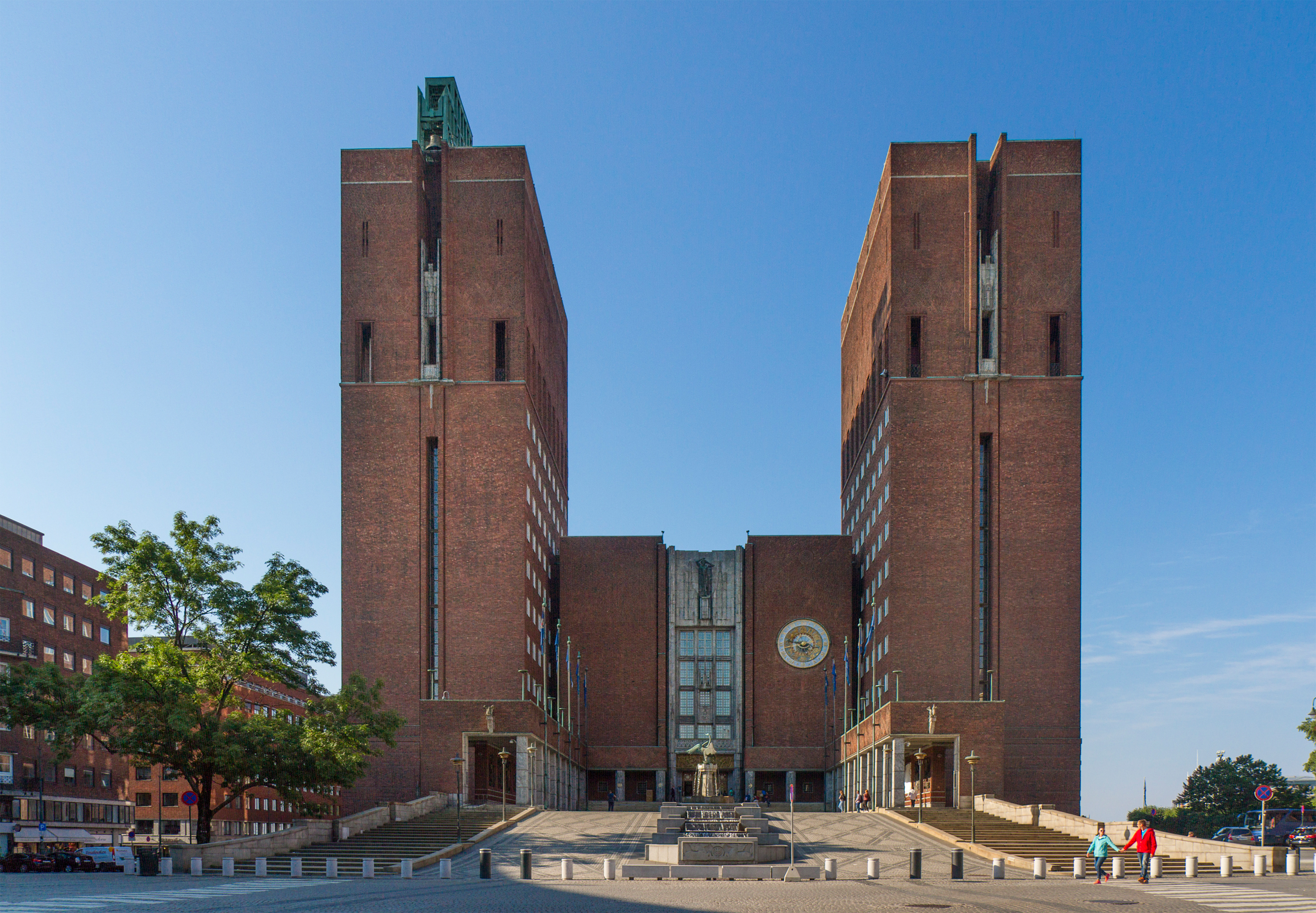
Осло
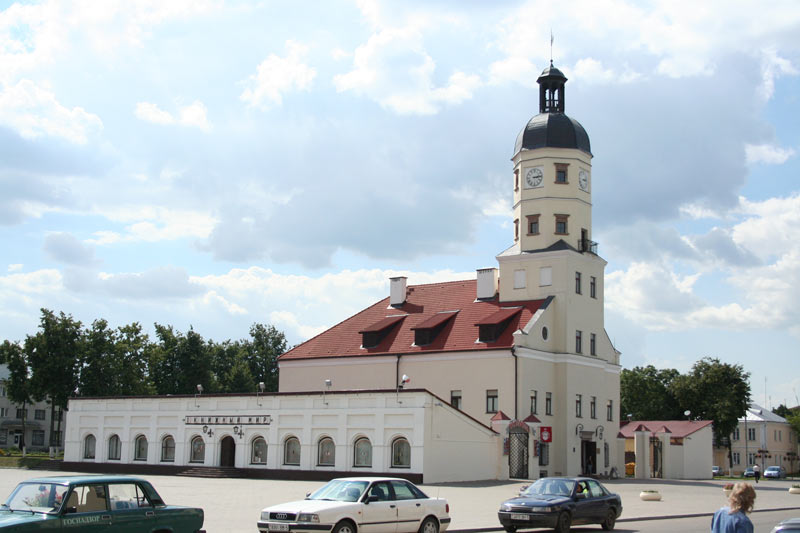
Несвіж
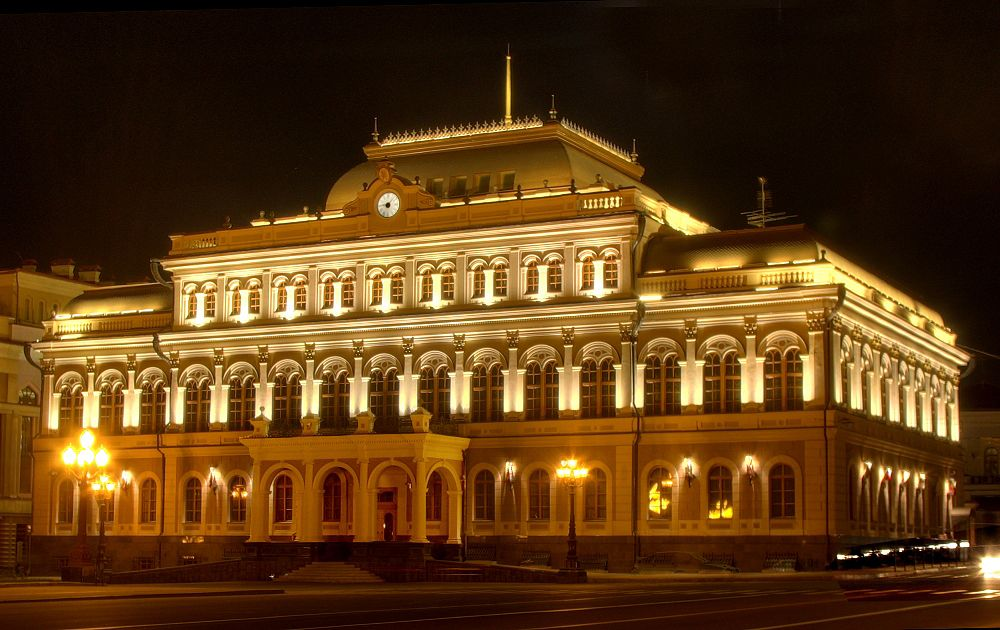
Казанська ратуша
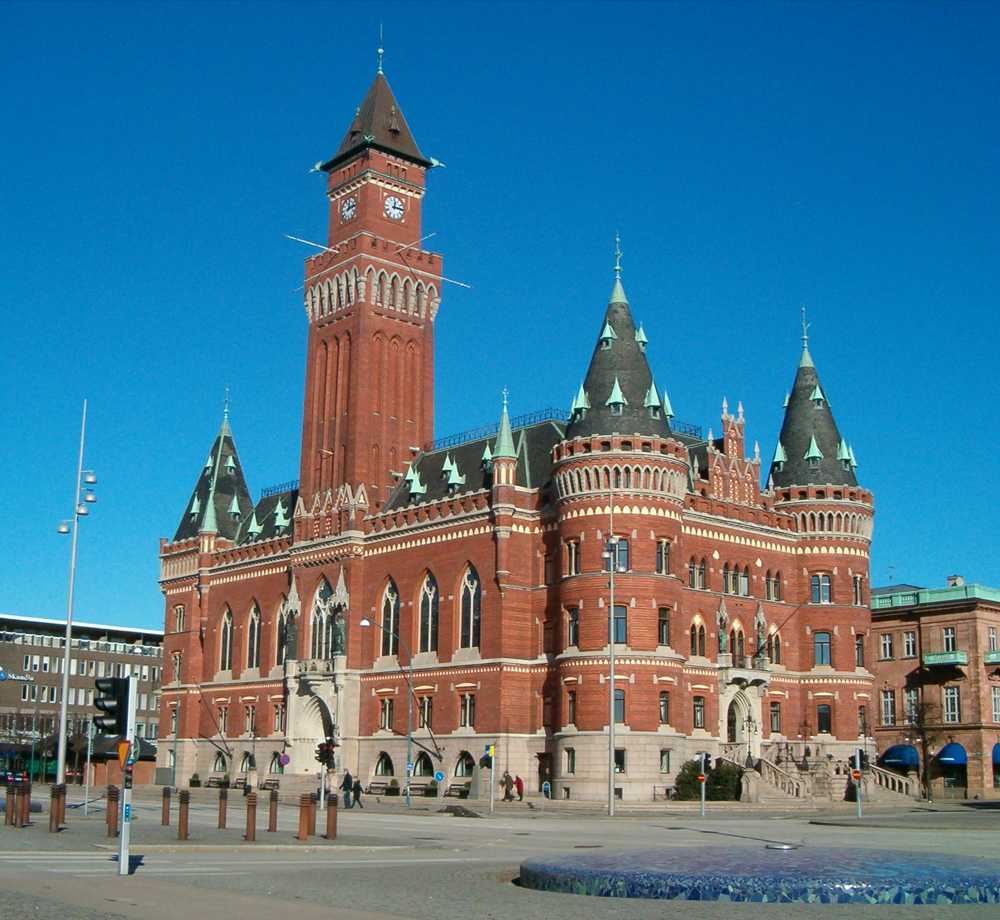
Хельсінборг
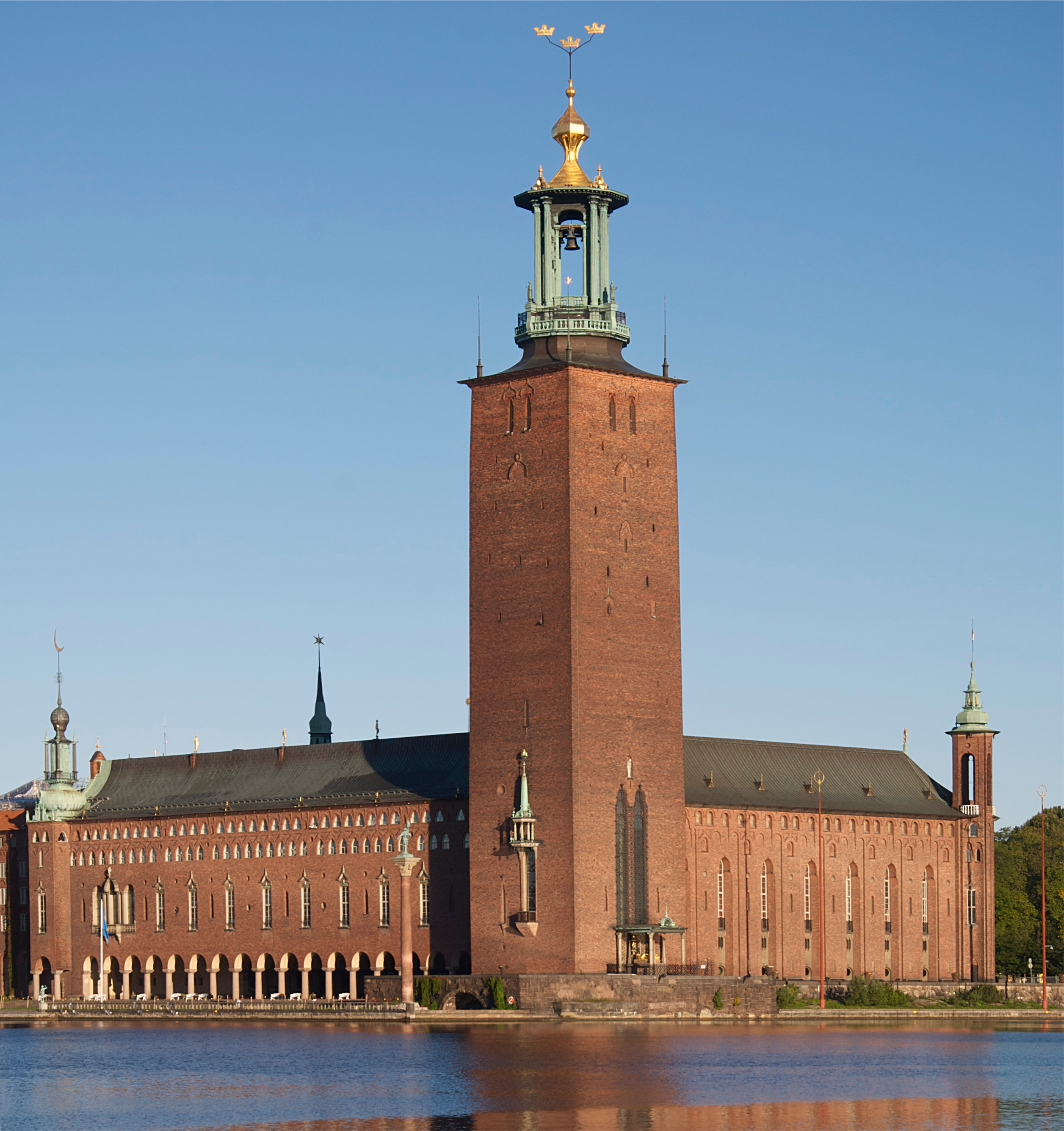
Стокгольм (1911–1923). Щороку 10 грудня тут відбувається нобелівський банкет
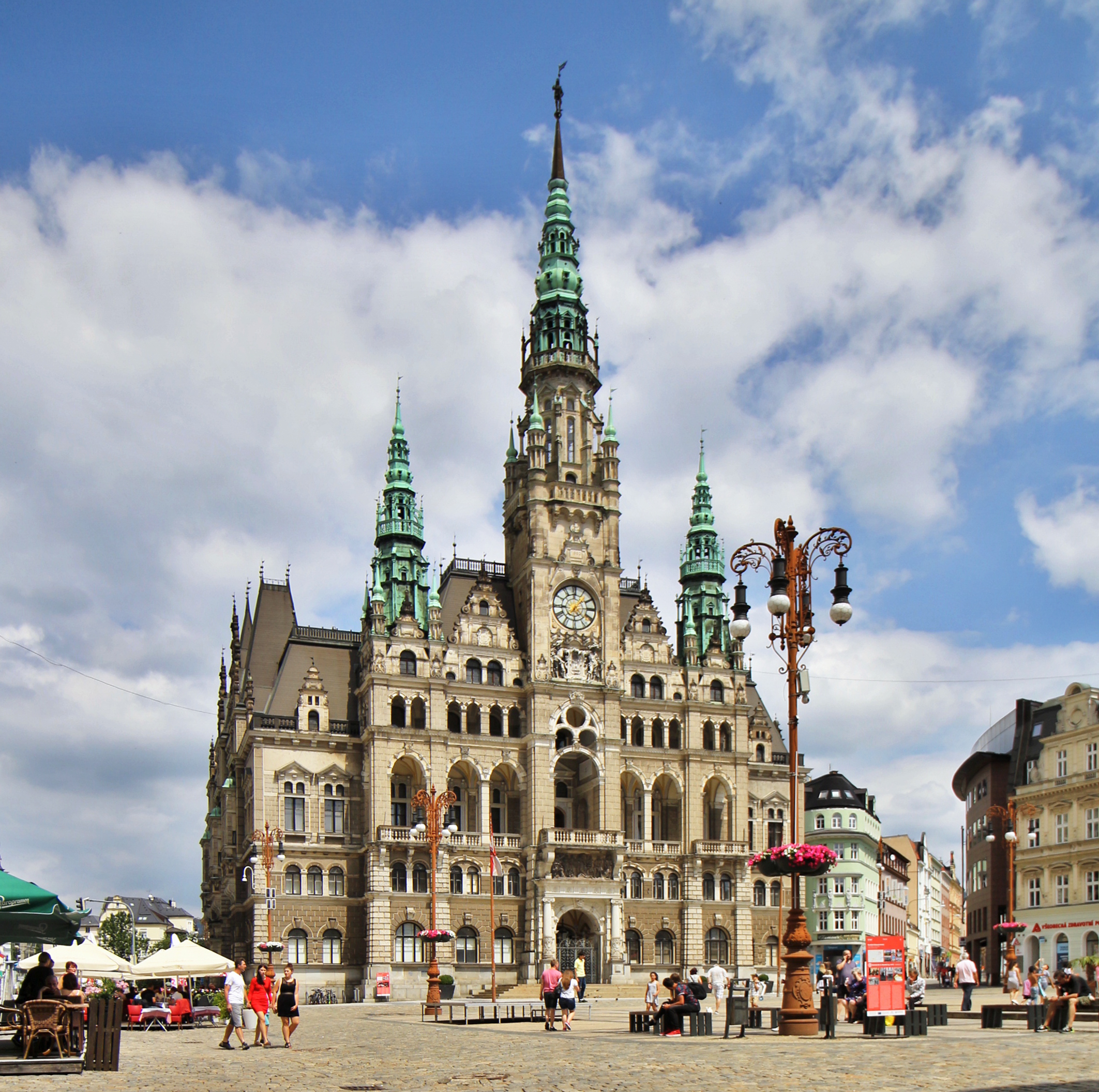
Ліберець
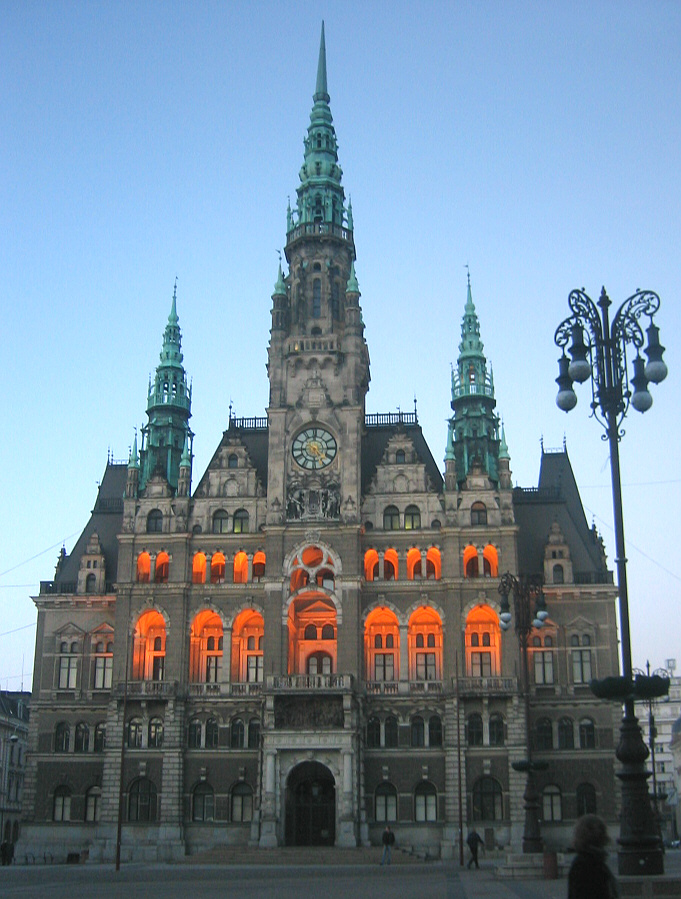
Ліберець - найвища ратуша Чехії
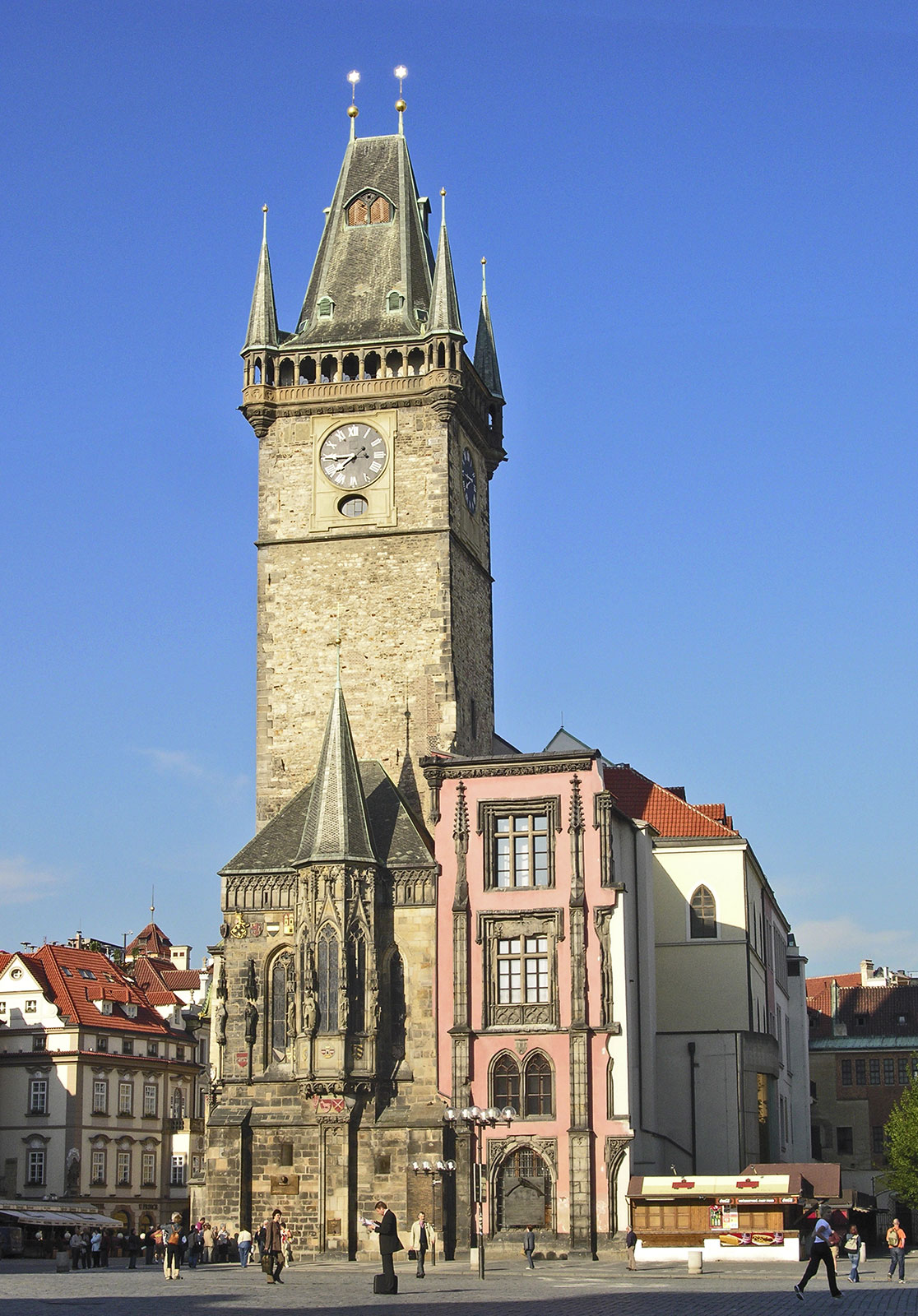
Прага
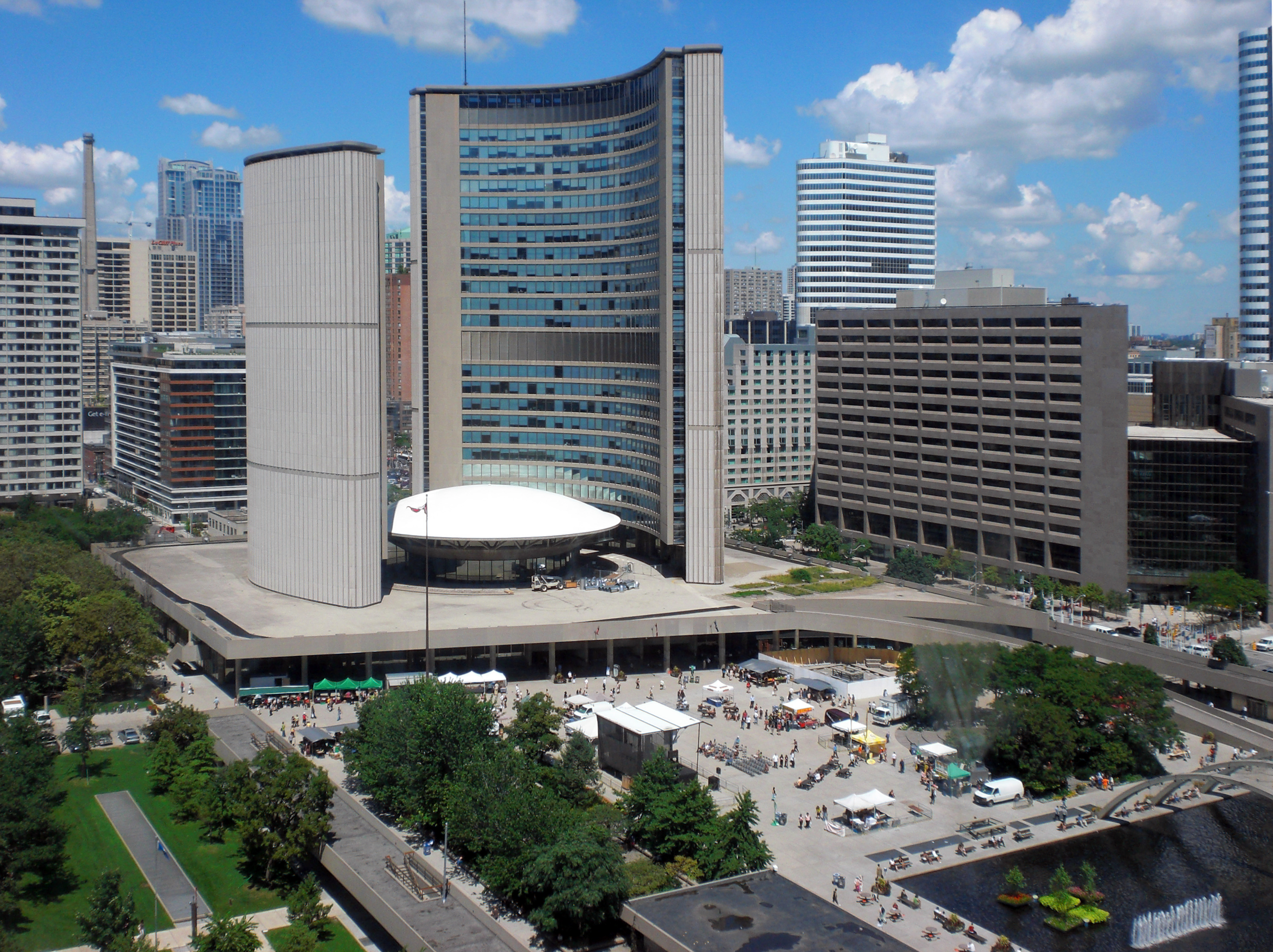
Торонто
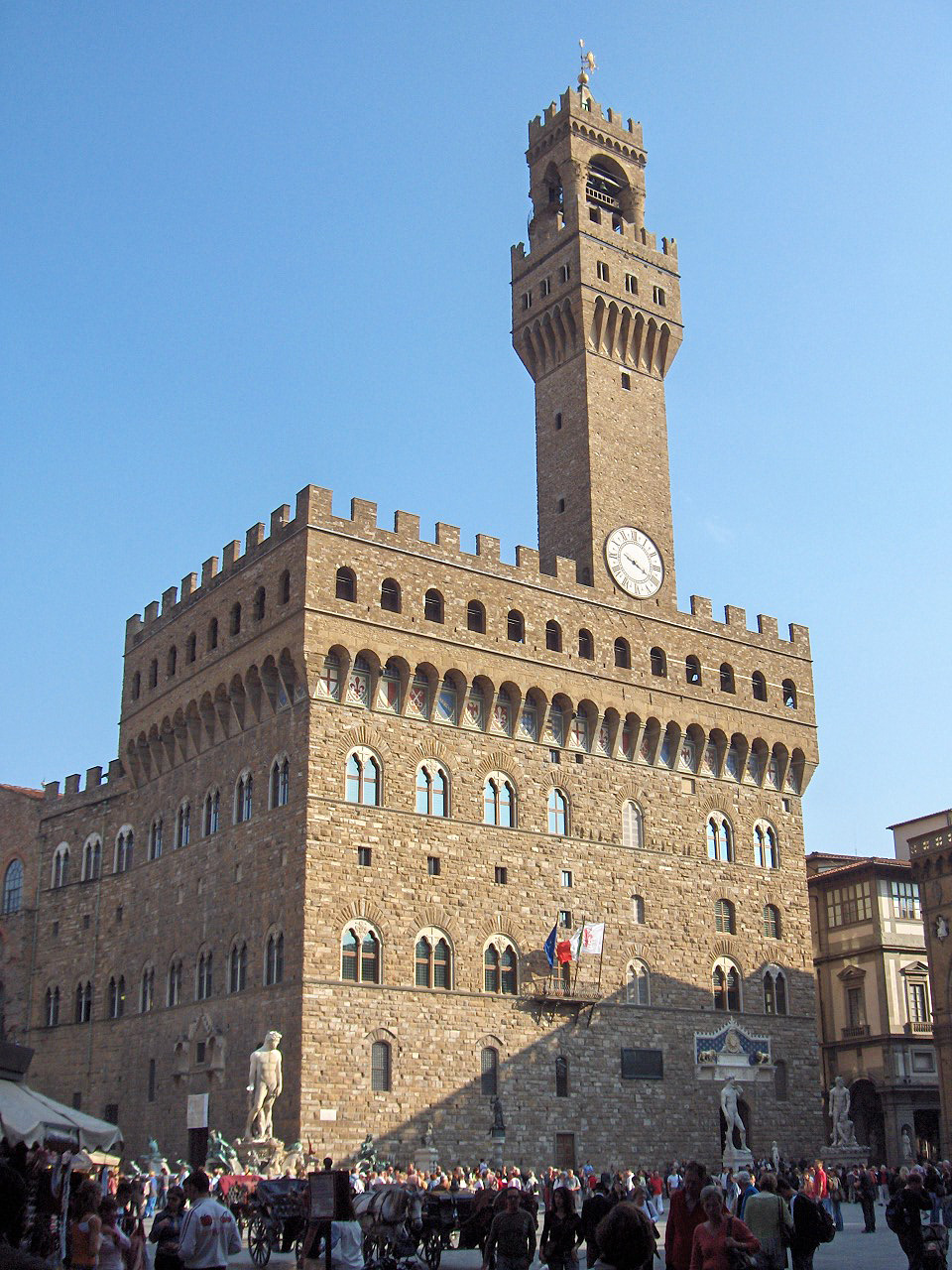
Палаццо Векйо, Флоренція